# Quần thể di tích thờ Vua Đinh ở Ninh Bình

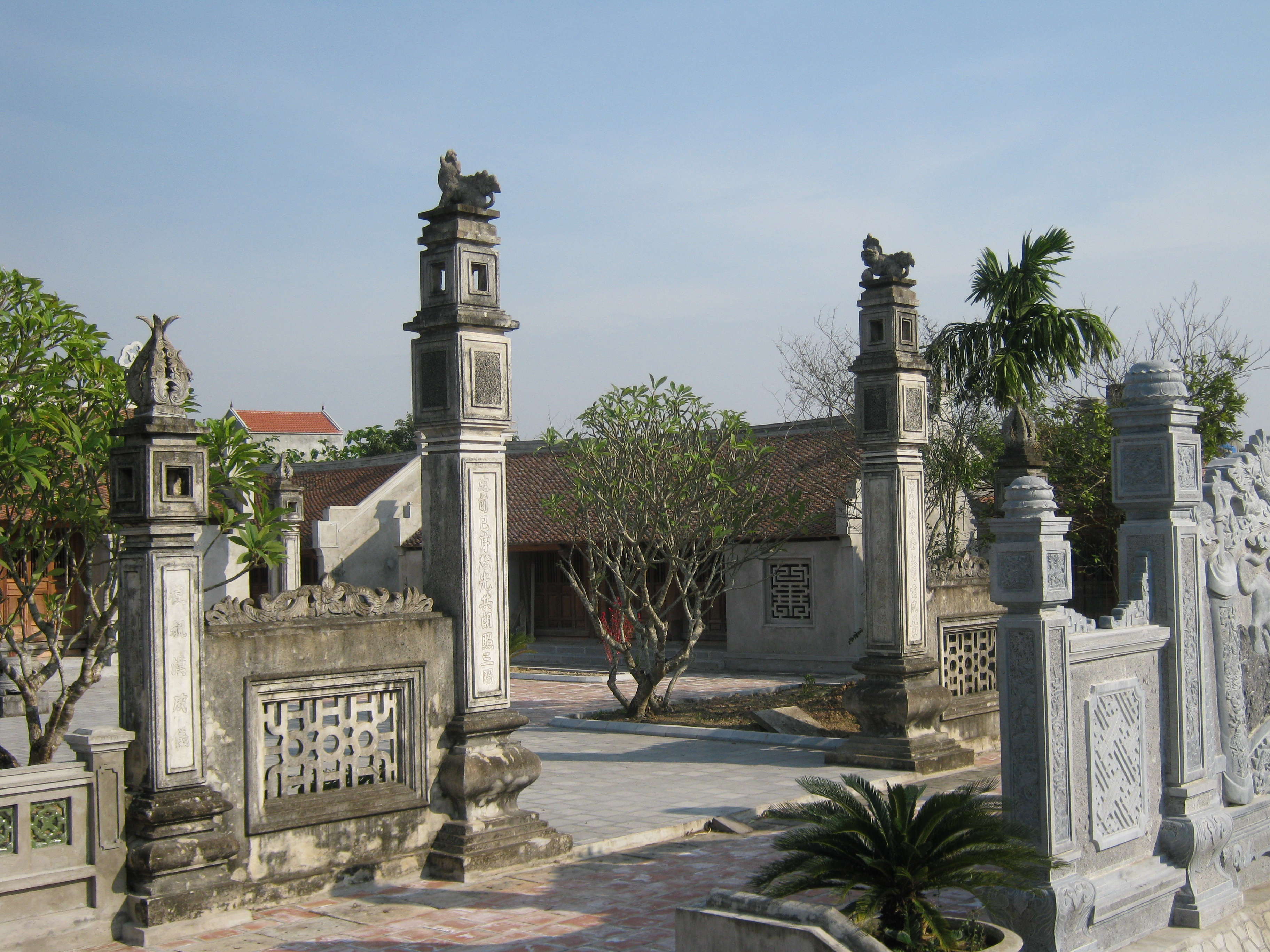
Trước đền Đinh Bộ Lĩnh trên quê hương Gia Viễn

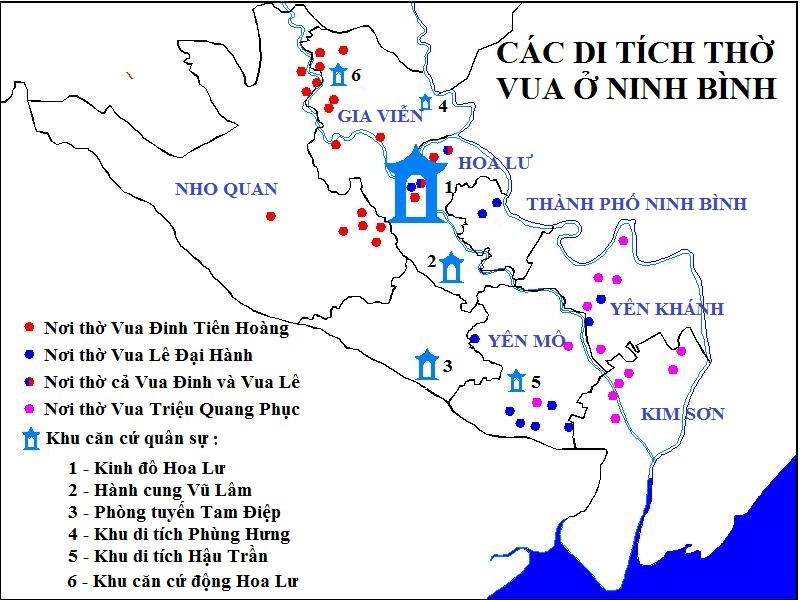
Các di tích thờ Vua Đinh ở Ninh Bình (màu đỏ)

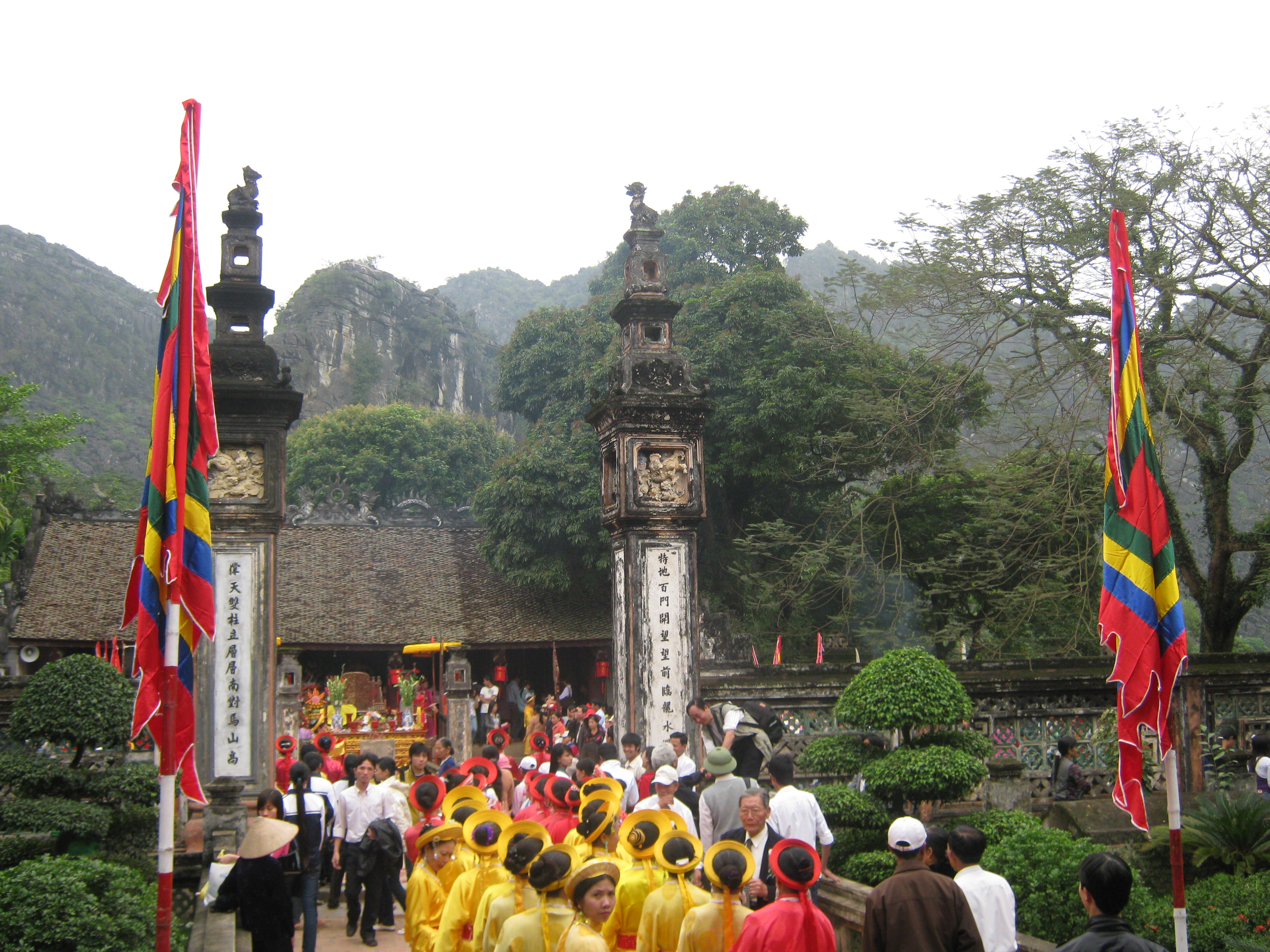
Đền Vua Đinh Tiên Hoàng ở cố đô Hoa Lư

Ninh Bình là quê hương đồng thời cũng là nơi đóng đô của Vua Đinh Tiên Hoàng nên vùng đất này hiện nay còn lưu giữ đầy đủ các di tích về cuộc đời và sự nghiệp của vị anh hùng dân tộc này. Hệ thống di tích ở Ninh Bình ghi dấu ấn của Vua từ thời kỳ ấu thơ còn tập trận cờ lau, đến việc lập căn cứ quân sự tại động Hoa Lư đến nơi ở Vạn Thắng, Ý Yên, Kim Bảng, Hồng Quang, Lê Hồ, Gia Tường... để dẹp loạn 12 sứ quân rồi lập kinh đô Hoa Lư mở ra nhà nước thống nhất Đại Cồ Việt. Các di tích thờ Vua Đinh tập trung nhiều vùng kinh đô Hoa Lư và phân bố trên khắp tỉnh này.

## Tổng quan

### Dấu tích của Vua
Sử sách cho biết Đinh Bộ Lĩnh sinh khoảng năm 924, quê ở động Hoa Lư, châu Đại Hoàng, nhưng không cho biết ở một làng cụ thể nào. Truyền thuyết dân gian ở Gia Viễn có câu "Đại Hữu sinh vương, Điềm Giương sinh thánh". Làng Đại Hữu xưa nay thuộc xã Gia Phương, huyện Gia Viễn, tỉnh Ninh Bình. Ở đây có núi Kỳ Lân, trên đỉnh núi có gò Bồ Đề, tương truyền là nền nhà của Đinh Bộ Lĩnh, có lăng Nhà Đinh tương truyền là lăng phát tích dòng họ Vua Đinh. Đặc biệt còn có ngôi đền ở thôn Văn Bòng thờ Đinh Tiên Hoàng và Đinh Điền, Nguyễn Bặc.
Vì sử sách ghi chép Đinh Bộ Lĩnh quê ở động Hoa Lư, nên gây ra sự nhầm lẫn giữa động Hoa Lư, nơi Đinh Bộ Lĩnh khởi binh, kinh đô Hoa Lư và quê hương của ông. Trong bộ sử Khâm Định Việt sử thông giám cương mục đã viết: "Hoa Lư là sơn phận hai xã Uy Viễn, Uy Tế thuộc Ninh Bình. Nơi đây bốn mặt đều có núi đá đứng thẳng như bức vách, trong đó có một chỗ hơi bằng phẳng rộng rãi, người xứ ấy gọi là động Hoa Lư. Theo sách An Nam kỷ yếu, Hoa Lư ở về huyện Lê Bình. Lê Bình bây giờ là Gia Viễn, trong lòng động rộng hàng hai trượng, có một cái lạch nước quanh co khuất khúc chảy đến phía Nam thành Hoa Lư. Thành Hoa Lư cũng ở huyện Lê Bình. Họ Đinh nhân thế núi đắp thành ấy, chu vi năm trăm trượng. Vết thành cũ vẫn còn. Như thế thì động Hoa Lư là chỗ Đinh Bộ Lĩnh khởi binh; thành Hoa Lư ở Trường Yên là nơi đóng đô của họ Đinh. Có thuyết cho rằng hai phủ Yên Khánh và Thiên Quang xưa kia đều gọi là Hoa Lư cả nếu bảo động Hoa Lư ở núi Trường Yên là lầm". Động Hoa Lư nay thuộc xã Gia Hưng, huyện Gia Viễn, tỉnh Ninh Bình. Di tích này khẳng định là căn cứ ban đầu của Đinh Bộ Lĩnh.
Sử sách cũng cho biết Đinh Bộ Lĩnh mồ côi cha từ nhỏ, phải cùng mẹ về ở cạnh đền Sơn Thần. Quốc sử quán triều Nguyễn cũng cho biết nơi ấy là Long Viên: "Long Viên ở xã Đề Cốc, nhà mẹ Đinh Tiên Hoàng ở đấy, tức chỗ ở cũ của Đinh Tiên Hoàng lúc còn ẩn náu, nền nhà cũ này vẫn còn nên gọi là "Long Viên" trước mặt trông ra sông, có cầu Ngự, cầu Phanh, bên tả vườn có gò bằng phẳng tức là chỗ bày trận cờ lau". Ở thôn Mỹ Hạ, xã Gia Thủy huyện Nho Quan ngày nay còn có ngôi đền Long Viên thờ Long Viên Đốc Khánh công chúa, tương truyền là người đỡ đẻ cho Đinh Bộ Lĩnh, đình Mỹ Hạ thờ Đinh Bộ Lĩnh. Như vậy là khi mồ côi cha, Đinh Bộ Lĩnh đã cùng với mẹ về ở bên hữu ngạn sông Bôi, đi chăn trâu cho chú là Đinh Thúc Dự. Truyền thuyết cũng cho biết Đinh Bộ Lĩnh tập trân cờ lau ở cánh đồng Rộc Xéo. Ở đây còn có đồng Trống là nơi đánh trống, đồng Quân là nơi hội quân, cầu Mổ là nơi Đinh Bộ Lĩnh mổ trâu hay mổ bò của chí để khao quân, bến Vội là nơi Đinh Bộ Lĩnh vội chạy qua khi bị chú đuổi... Đinh Bộ Lĩnh còn chăn trâu ở bên bờ tả ngạn sông Bôi, tức cánh đồng bên ngoài động Hoa Lư. Ngày nay nơi đây còn có đường vua Đinh.
Sử sách cho biết Đinh Bộ Lĩnh còn chăn trâu ở núi Mã Can hay Mã Thiên. Trong sách Ninh Bình toàn tỉnh địa chí khảo biên, Nguyễn Tử Mẫn cho biết: "Núi Mã Can ở địa phận thôn Phúc Lai, Đông Thịnh, cách 19 dặm phía nam huyện Phụng Hóa. truyền rằng Đinh Tiên Hoàng hồi còn trẻ đem mục đồng đến diễn tập trận ở đây, người đời sau lấy miếu ấy lập miếu thờ".

### Danh sách di tích
Các thống kê hiện nay cho thấy ở Ninh Bình còn ít nhất 50 di tích thờ Vua Đinh Tiên Hoàng như sau:
| TT | Tên di tích             | Xã          | Xếp hạng         | Đặc điểm                                 | Ghi chú |
| -- | ----------------------- | ----------- | ---------------- | ---------------------------------------- | ------- |
| 1  | Đền Văn Bòng            | Đại Hoàng   | Di tích quốc gia | Quê gốc của Vua                          |         |
| 2  | Lăng Phát Tích          | Đại Hoàng   | Di tích quốc gia | Lăng phát tích Vua                       |         |
| 3  | Núi Kỳ Lân              | Đại Hoàng   | Di tích          | Nơi phát tích nhà Đinh                   |         |
| 4  | Đình Kính Chúc          | Gia Hưng    | Di tích cấp tỉnh | Tập trận cờ lau                          |         |
| 5  | Đình Thượng             | Gia Hưng    | Di tích cấp tỉnh | Tập trận cờ lau                          |         |
| 6  | Đình Trai               | Gia Hưng    | Di tích cấp tỉnh | Tập trận cờ lau                          |         |
| 7  | Động Hoa Lư             | Gia Hưng    | Di tích quốc gia | Căn cứ quân sự                           |         |
| 8  | Đàn Tế Trời             | Quỳnh Lưu   | Di tích          | Nơi Vua lập Đàn Xã Tắc                   |         |
| 9  | Đình Chủ                | Quỳnh Lưu   | Di tích          | Nơi Vua đi săn                           |         |
| 10 | Đền Bóng                | Tây Hoa Lư  | Di tích          | Hành cung phía Tây                       |         |
| 11 | Đền Đông Thịnh          | Tây Hoa Lư  | Di tích          | Hành cung phía Tây                       |         |
| 12 | Đình Lược               | Tây Hoa Lư  | Di tích cấp tỉnh | Hành cung phía Tây                       |         |
| 13 | Đàn Kính Thiên          | Tây Hoa Lư  | Di tích          | Hành cung phía Tây                       |         |
| 14 | Đình Ngọc Mỹ            | Tây Hoa Lư  | Di tích          | Hành cung phía Tây                       |         |
| 15 | Đình Trung Trữ          | Tây Hoa Lư  | Di tích quốc gia | Gần kinh đô Hoa Lư                       |         |
| 16 | Đền Vua Đinh Tiên Hoàng | Tây Hoa Lư  | Di tích đặc biệt | Nơi Vua lập đô                           |         |
| 17 | Đình Vua                | Tây Hoa Lư  | Di tích cấp tỉnh | Hành cung phía Tây                       | [ 2 ]   |
| 18 | Đình Yên Thành          | Tây Hoa Lư  | Di tích cấp tỉnh | Gần kinh đô Hoa Lư                       |         |
| 19 | Đình Yên Trạch          | Tây Hoa Lư  | Di tích quốc gia | Gần kinh đô Hoa Lư                       |         |
| 20 | Phủ Đại                 | Tây Hoa Lư  | Di tích          | Gần kinh đô Hoa Lư                       |         |
| 21 | Đền Vua Đinh            | Nam Hoa Lư  | Di tích cấp tỉnh | Gần kinh đô Hoa Lư                       |         |
| 22 | Đình Phú Lăng           | Nam Hoa Lư  | Di tích cấp tỉnh | Gần kinh đô Hoa Lư                       |         |
| 23 | Chùa Lạc Khoái          | Gia Phong   | Di tích quốc gia | Nơi Vua du ngoạn                         |         |
| 24 | Đình Ngọc Nhị           | Gia Tường   | Di tích          | Tập trận cờ lau                          |         |
| 25 | Đình Mỹ Hạ              | Gia Tường   | Di tích quốc gia | Tập trận cờ lau                          |         |
| 26 | Đình Ngọc Ba            | Gia Tường   | Di tích          | Tập trận cờ lau                          |         |
| 27 | Đền Lão Cầu             | Thanh Sơn   | Di tích          | Nơi Vua đi săn                           |         |
| 28 | Đền Trần                | Khánh Thiện | Di tích          | Gần kinh đô Hoa Lư                       |         |
| 29 | Đền Vua Đinh            | Vạn Thắng   | Di tích          | Nơi Vua tuyển quân                       |         |
| 30 | Đình Thượng Đồng        | Vạn Thắng   | Di tích          | Nơi Vua đóng quân                        |         |
| 31 | Đình Cát Đằng           | Vạn Thắng   | Di tích          | Nơi thu phục Phạm Bạch Hổ                |         |
| 32 | Đền Cộng Hòa            | Vạn Thắng   | Di tích          | Nơi Vua Đinh dựng cung thất              |         |
| 33 | Đình Đằng Động          | Hồng Quang  | Di tích          | Làng Lẻ là nơi vua đóng quân             |         |
| 34 | Đình Viết               | Phong Doanh | Di tích          | Nơi Vua dựng trại, luyện quân            |         |
| 35 | Đền làng Bịch           | Minh Tân    | Di tích          | Thờ Vua cùng vợ chồng tướng quân Lê Khai |         |
| 36 | Đền Lăng                | Liêm Hà     | Di tích          | Thờ Vua tại căn cứ quân sự               |         |
| 37 | Đền Thượng Lạc Nhuế     | Lê Hồ       | Di tích          | Thờ Vua tại căn cứ quân sự               |         |
| 38 | Đình Lạc Nhuế           | Lê Hồ       | Di tích          | Thờ Vua tại căn cứ quân sự               |         |
| 39 | Miếu Trung              | Kim Bảng    | Di tích          | Thờ Vua tại căn cứ quân sự               |         |
| 40 | Đình Phương Khê         | Kim Bảng    | Di tích          | Thờ Vua tại căn cứ quân sự               |         |
| 41 | Đền Ung Liêm            | Phủ Lý      | Di tích          | Thờ Vua tại căn cứ quân sự               |         |
| 42 | Đình Đôn Lương          | Đồng Văn    | Di tích          | Thờ Vua tại căn cứ quân sự               |         |
| 43 | Đình Yến Thanh Hà       | Liêm Hà     | Di tích          | Thờ Vua tại căn cứ quân sự               |         |

## Vùng quê ngoại

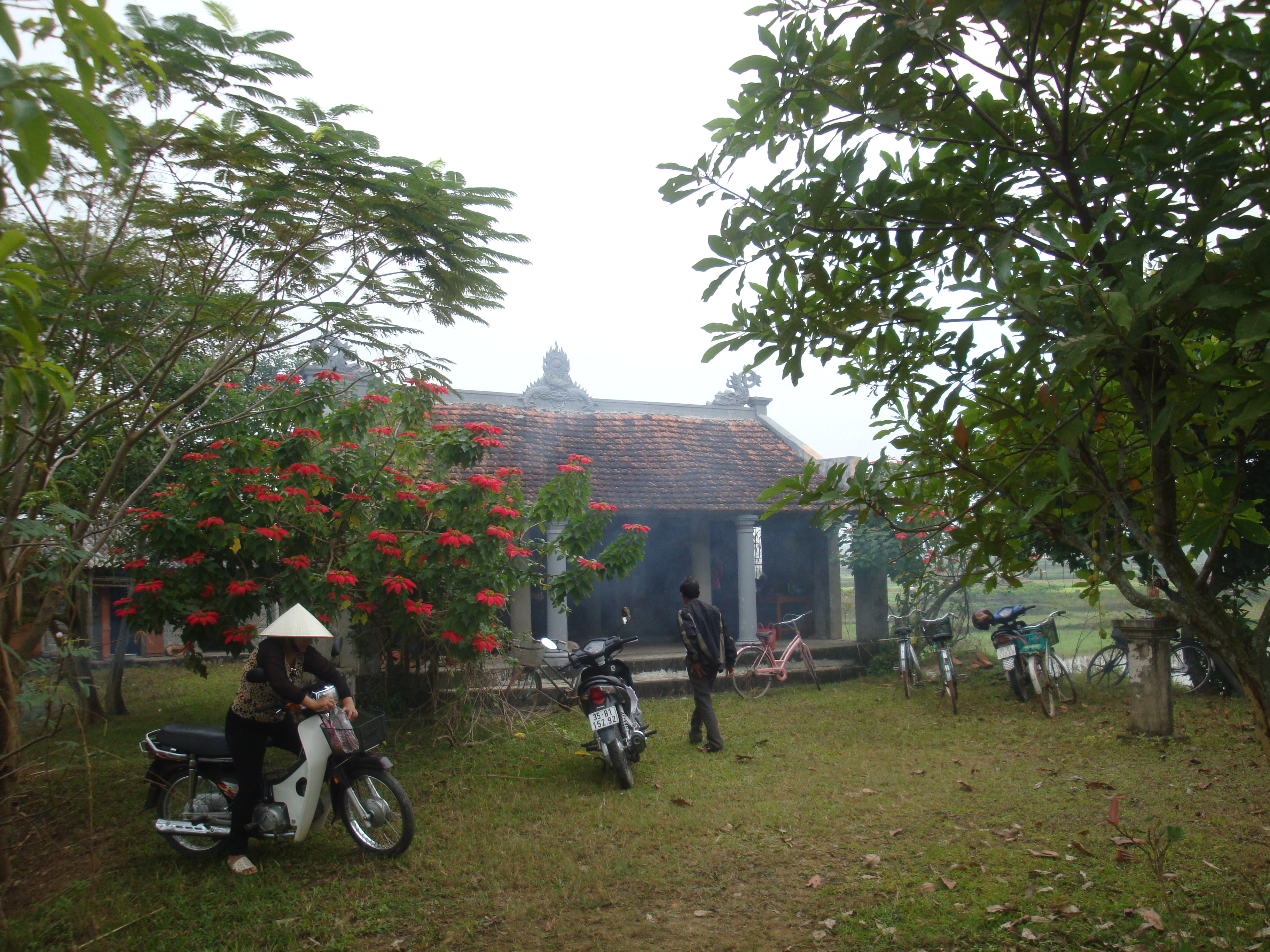
Đền thờ nữ tướng hậu cần thời Đinh

Gia Thủy là quê hương của danh nhân Dương Vân Nga thế kỷ X và cũng là quê ngoại gắn với tuổi thơ của Đinh Bộ Lĩnh. Theo giai thoại dân gian, Dương Vân Nga là con gái của ông Dương Thế Hiển, quê ở vùng Gia Thủy - Gia Sơn huyện Nho Quan, Ninh Bình ngày nay. Cái tên Vân Nga là ghép từ Vân Long (nay thuộc xã Gia Vân) là tên làng quê mẹ và Nga My là tên làng quê cha. Làng Nga My xưa bao trùm thôn Nga My, Nga Mai, Mỹ Hạ ở 2 xã Gia Thủy và Gia Sơn ngày nay.
Theo sử sách, khi cha mất sớm Đinh Bộ Lĩnh theo mẹ về ở cạnh đền Sơn Thần trong động, đó chính là đền Long Viên ngày nay và chăn châu ở khu vực Gia Thủy cũng như Gia Hưng phía bên kia sông Bôi. Sau này khi trưởng thành ông lập căn cứ quân sự ở động Hoa Lư ngay bên kia sông Bôi. Ngày nay khu vực Gia Thủy và 3 xã bên kia sông Bôi gồm Gia Hưng, Liên Sơn và Gia Phú có rất nhiều di tích gắn với triều đại nhà Đinh từ thế kỷ X.
Sử sách cũng cho biết Đinh Bộ Lĩnh mồ côi cha từ nhỏ, phải cùng mẹ về ở cạnh đền Sơn Thần. Quốc sử quán triều Nguyễn cũng cho biết nơi ấy là Long Viên: "Long Viên ở xã Đề Cốc, nhà mẹ Đinh Tiên Hoàng ở đấy, tức chỗ ở cũ của Đinh Tiên Hoàng lúc còn ẩn náu, nền nhà cũ này vẫn còn nên gọi là "Long Viên" trước mặt trông ra sông, có cầu Ngự, cầu Phanh, bên tả vườn có gò bằng phẳng tức là chỗ bày trận cờ lau". Ở thôn Mỹ Hạ, xã Gia Thủy ngày nay còn có ngôi đền Long Viên thờ Long Viên Đốc Khánh công chúa, tương truyền là người đỡ đẻ cho Đinh Bộ Lĩnh, đình Mỹ Hạ thờ Đinh Bộ Lĩnh. Như vậy là khi mồ côi cha, Đinh Bộ Lĩnh đã cùng với mẹ về ở bên hữu ngạn sông Bôi, đi chăn trâu cho chú là Đinh Thúc Dự. Truyền thuyết cũng cho biết Đinh Bộ Lĩnh tập trân cờ lau ở cánh đồng Rộc Xéo. Ở đây còn có đồng Trống là nơi đánh trống, đồng Quân là nơi hội quân, cầu Mổ là nơi Đinh Bộ Lĩnh mổ trâu hay mổ bò của chí để khao quân, bến Vội là nơi Đinh Bộ Lĩnh vội chạy qua khi bị chú đuổi... Đinh Bộ Lĩnh còn chăn trâu ở bên bờ tả ngạn sông Bôi, tức cánh đồng bên ngoài động Hoa Lư.

### Đình Mỹ Hạ

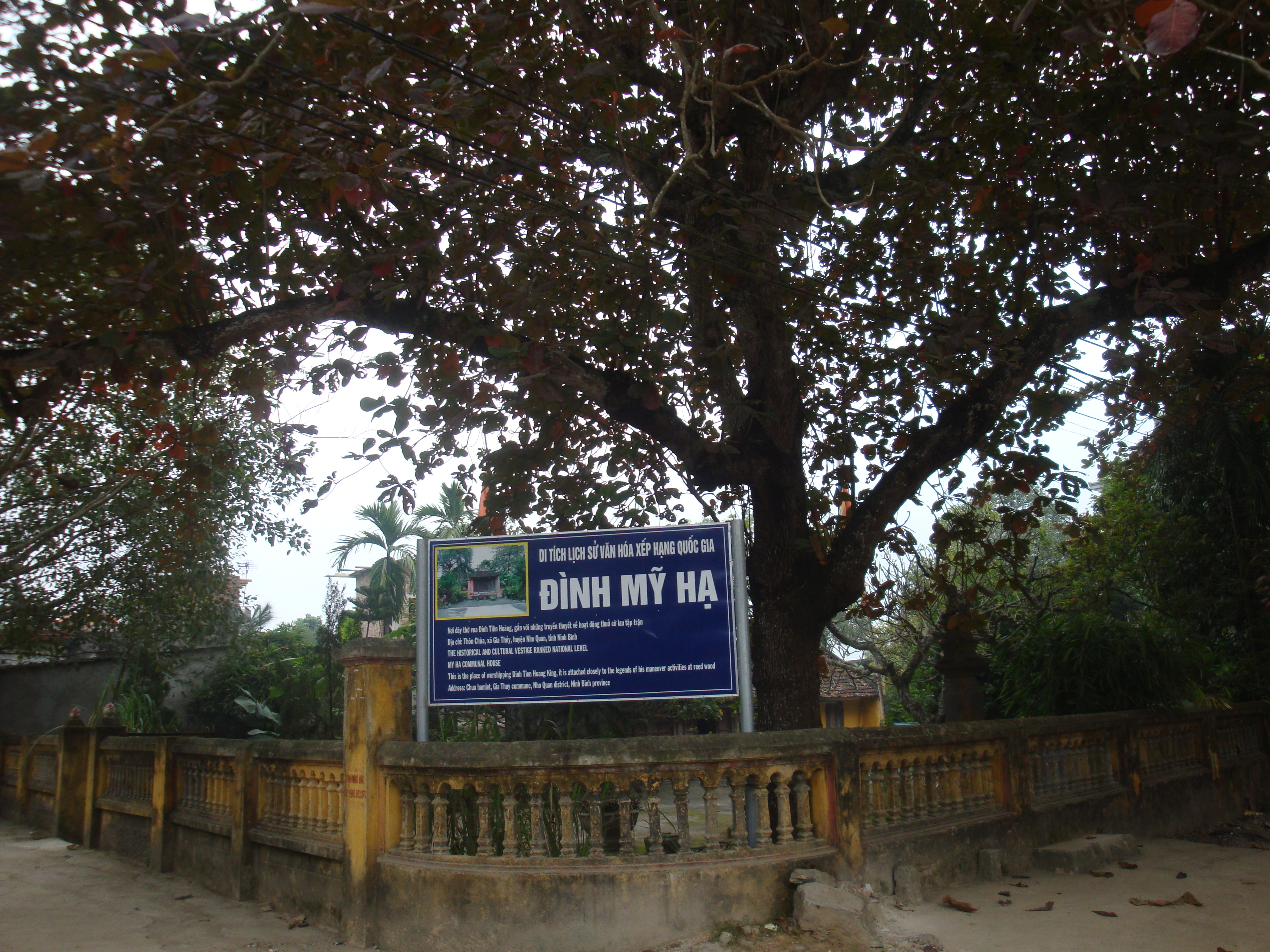
Di tích quốc gia Đình Mỹ Hạ

Đình Mỹ Hạ thực chất là Đền Mỹ Hạ, nằm ở trung tâm thôn Mỹ Hạ, xã Gia Thủy. Đình thờ Đinh Tiên Hoàng và thái hậu Dương Vân Nga. Đình được dựng từ thời Tiền Lê, tương truyền Lý Thái Tổ cùng Hoàng hậu Phất Ngân cũng từng về đây thăm viếng.
Đình Mỹ Hạ là di tích lịch sử văn hóa cấp quốc gia. Trong đình còn giữ 14 sắc phong của các triều đại phong kiến.

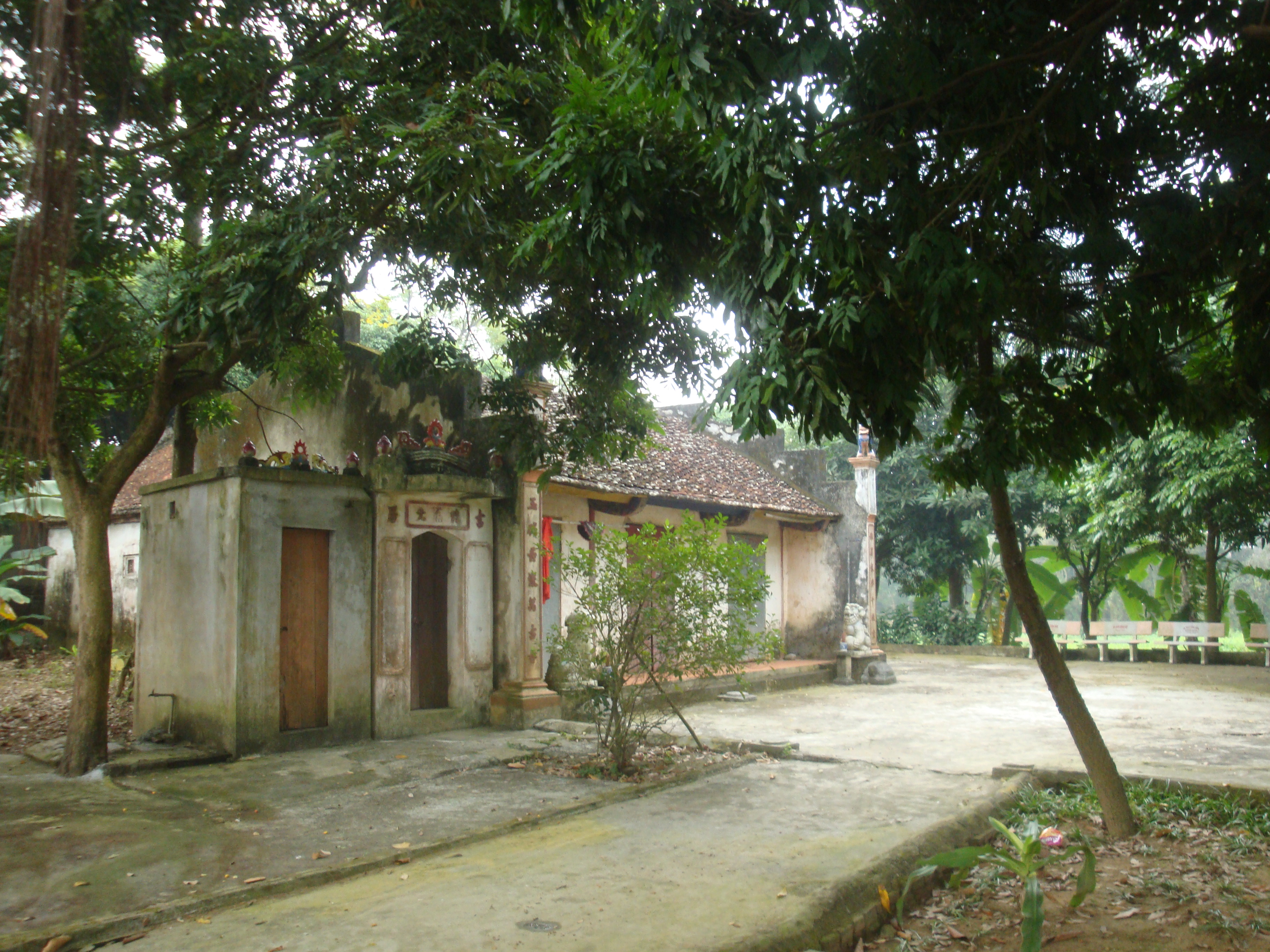
Đình Ngọc Nhị, nơi thờ Vua Đinh

### Đình Ngọc Nhị
Đình Ngọc Nhị nằm ở bên sông Bôi, gần đối diện với cụm di tích đình Trai, chùa Hưng Quốc ở xã Gia Hưng. Đình thờ Vua Đinh Tiên Hoàng và có bài vị thờ Lý Thái Tổ cùng quốc sư Minh Không.

### Đình Ngọc Ba
Đình Ngọc Ba còn có tên là đình Duối. Đình thờ Vua Đinh Tiên Hoàng và có bài vị thờ Lê Hoàn, Lý Thái Tổ liên quan đến giai thoại các Vua đời sau này lập đô ở Hoa Lư có lên đây để viếng Vua Đinh Tiên Hoàng.

## Khu vực động Hoa Lư
Sử sách chép động Hoa Lư là nơi sinh của vua Đinh Tiên Hoàng, các nhà nghiên cứu cho biết động Hoa Lư xưa bao gồm cả vùng đất quê cha Đinh Bộ Lĩnh ở làng Đại Hữu, châu Đại Hoàng, nay là xã Gia Phương, Gia Viễn, Ninh Bình và khu căn cứ quân sự động Hoa Lư hiện nay ở xã Gia Hưng, Gia Viễn. Cha mất sớm, Đinh Bộ Lĩnh cùng mẹ về ở cạnh đền Sơn thần, nay là đền Long Viên (vườn rồng) thôn Mỹ Hạ, xã Gia Thủy, Nho Quan, Ninh Bình, Nơi đây chính là quê mẹ ông. Hàng ngày Đinh Bộ Lĩnh đi chăn trâu cắt cỏ cho chú là Đinh Thúc Dự. Tương truyền Đinh Bộ Lĩnh chăn trâu ở cánh đồng Rộc Xéo, tập trận cờ lau ở động Hoa Lư (thung Lau), thung Lá, thung Lụi. Tất cả các vùng này ở hai bên tả ngạn và hữu ngạn sông Bôi thuộc xã Gia Thủy, Nho Quan và xã Gia Hưng, Gia Viễn, Ninh Bình. Vì các địa danh trên rất gần động Hoa Lư Gia Viễn nên hầu hết các sách sử ghi ông quê ở động Hoa Lư.

### Động Hoa Lư

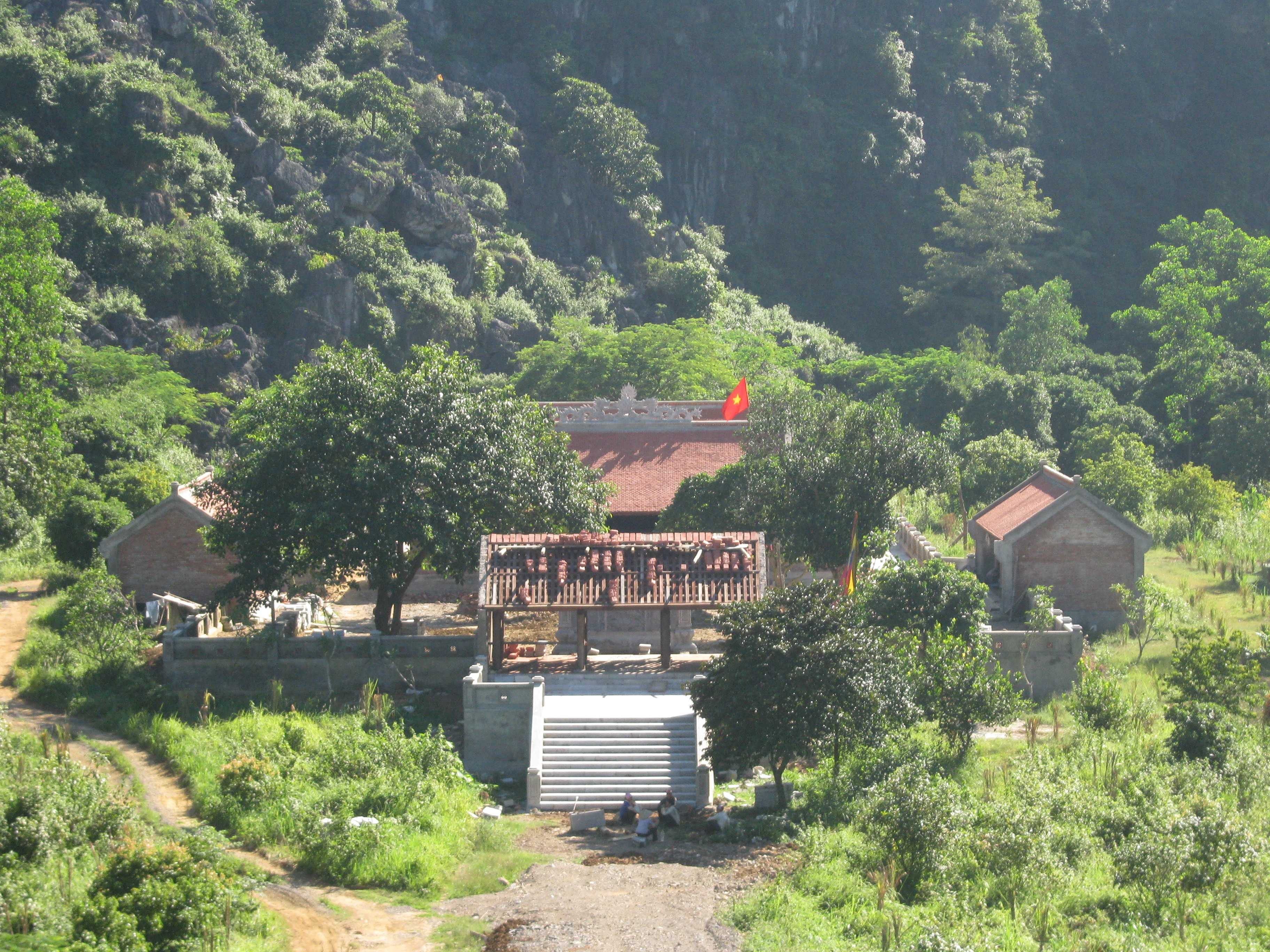
Động Hoa Lư nhìn từ đỉnh lối vào

Động Hoa Lư còn có tên là thung Lau ở xã Gia Hưng - Gia Viễn - Ninh Bình, là một di tích lịch sử văn hóa cấp quốc gia Động Hoa Lư là căn cứ đầu tiên của sứ quân Đinh Bộ Lĩnh đối với sự nghiệp thống nhất giang sơn thế kỷ X, động nằm cách Cố đô Hoa Lư khoảng 15 km và thành phố Ninh Bình cũ 20 km đường bộ về phía Bắc.

### Đình Trai

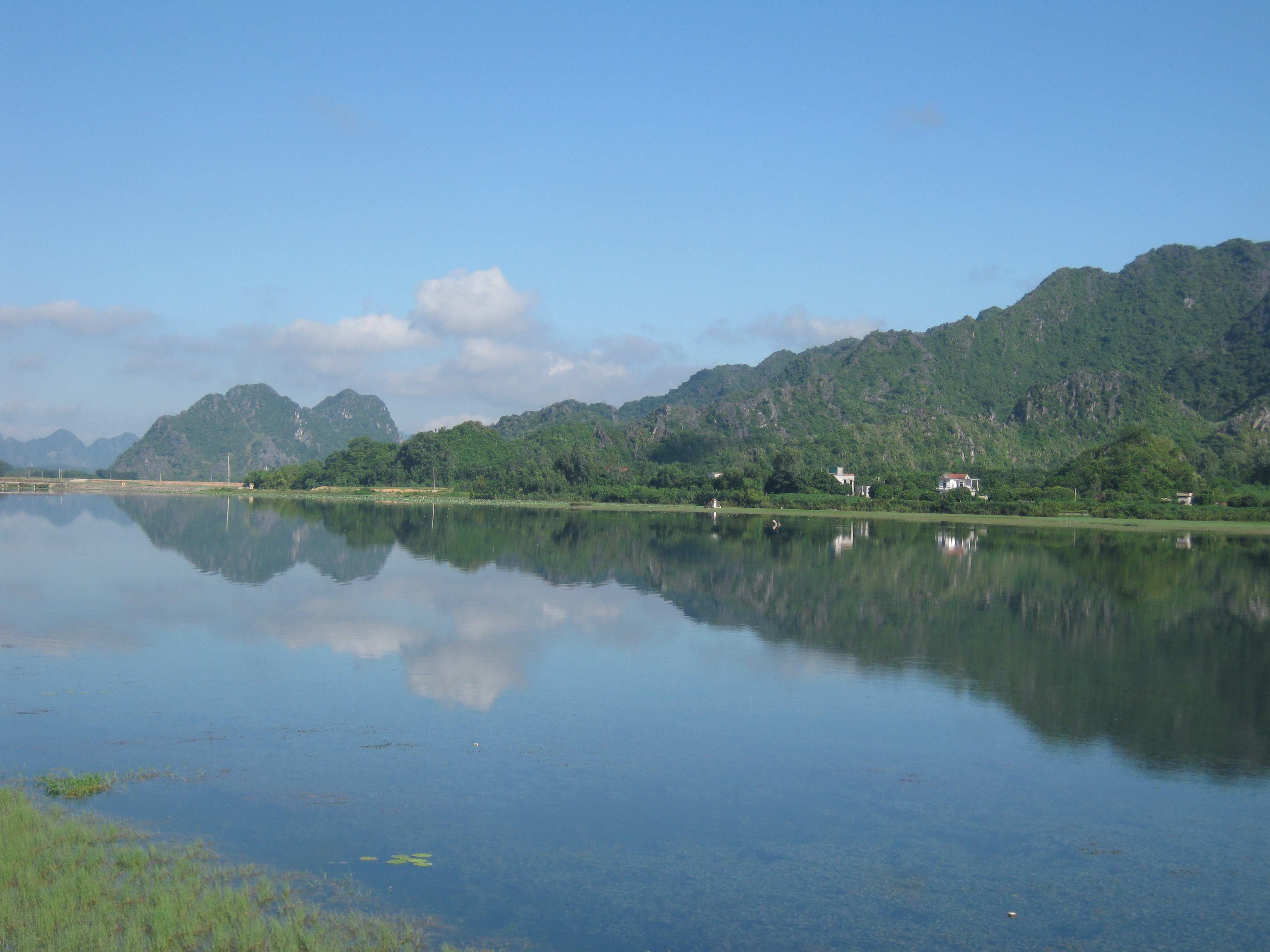
Phong cảnh đầm Cút ở xã Gia Hưng

Đình Trai nằm ở làng Viến, xã Gia Hưng nên thường được gọi là đình Viến. Đình được làm bằng gỗ trai. Đình nằm cạnh chùa Hưng Quốc theo kiểu: tiền phật hậu thần. Đình Viến thờ Vua Đinh và Dương Vân Nga. Đình có kiến trúc theo kiểu "Nội công ngoại quốc"

### Đình Kính Chúc
Đình Kính Chúc thời cổ có tên gọi Gia Khương. Đình được xây dựng trên diện tích 490 m2, được xây dựng trước năm 1945. Đình Kính Chúc ngoài thờ vua Đinh Tiên Hoàng còn thờ vua Lý và thiền sư Nguyễn Minh Không. Ngày 25/3, xã Gia Phú (Gia Viễn) đã tổ chức lễ đón nhận Bằng di tích lịch sử cấp tỉnh đình thôn Ngô Đồng, đình thôn Kính Chúc.

### Đình Thượng
Đình Thượng hay đền Thượng nằm ở thôn Ngô Đồng, xã Gia Phú. Đình thờ Đinh Quý Công, tức Vua Đinh Tiên Hoàng.

## Khu vực kinh đô Hoa Lư

### Đền Vua Đinh

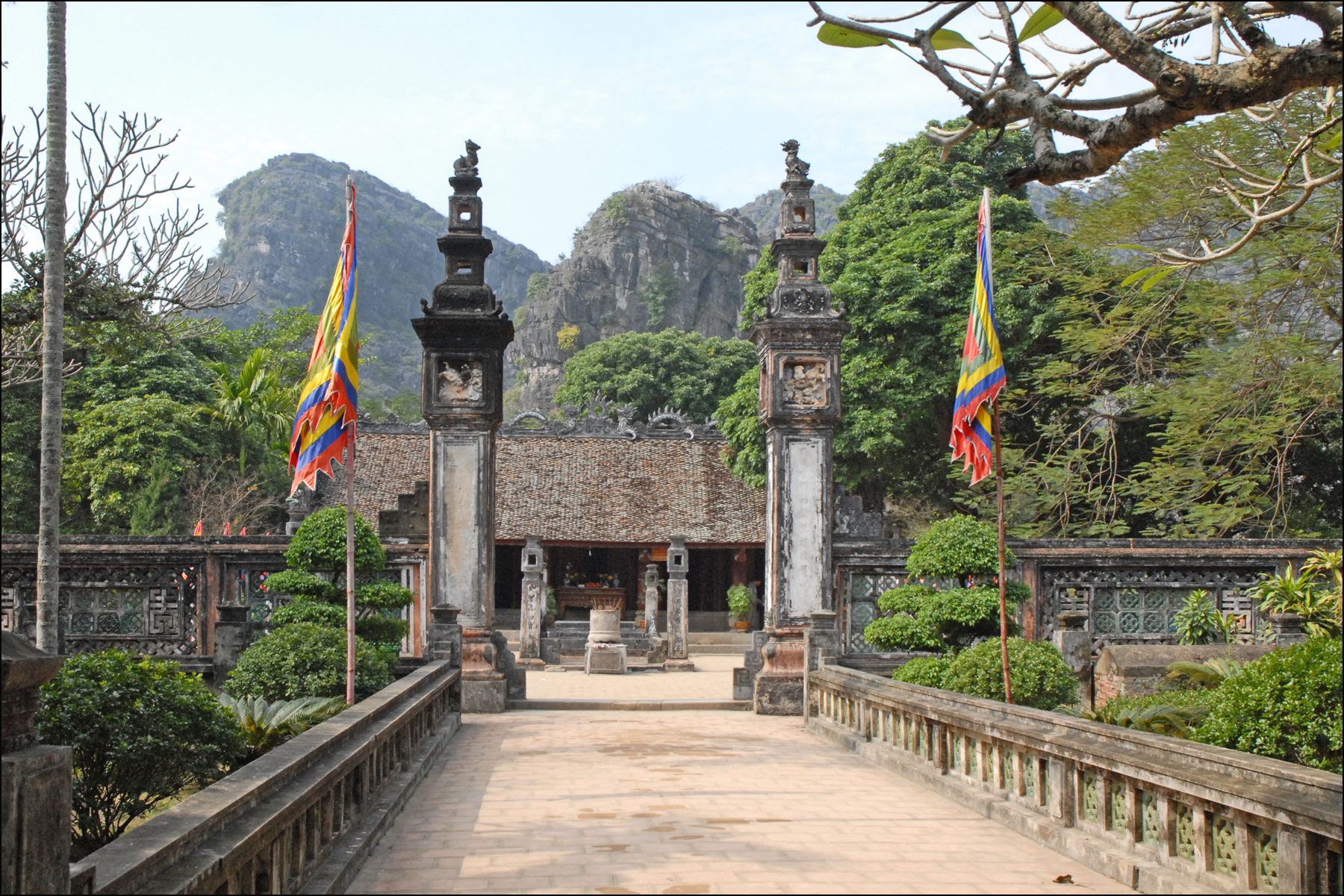
Đền Vua Đinh nhìn từ cổng đền

Đền Vua Đinh Tiên Hoàng là một di tích quan trọng thuộc vùng bảo vệ đặc biệt của quần thể di sản cố đô Hoa Lư. Đền toạ lạc ở xã Trường Yên, Hoa Lư, Ninh Bình. Vị trí của đền thuộc trung tâm thành Đông của kinh đô Hoa Lư xưa. Đây là nơi duy nhất ở Việt Nam thờ đồng thời Vua Đinh Tiên Hoàng, cha mẹ ông cùng các con trai và có bài vị thờ các tướng triều Đinh. Đền Vua Đinh cùng với đền Vua Lê được xếp hạng "Top 100 công trình 100 tuổi nổi tiếng ở Việt Nam". Cũng như các di tích khác thuộc cố đô Hoa Lư, đền Vua Đinh nằm trong quần thể di sản thế giới Tràng An đã được UNESCO công nhận năm 2014.

### Đình Yên Thành
Đình làng Yên Thành nằm ngay ở cửa Bắc khu trung tâm cố đô Hoa Lư, cách đền Vua Đinh Tiên Hoàng khoảng 300 m. Đình thuộc sở hữu của làng cổ Yên Thành. Đình Yên Thành thờ Vua Đinh và Vua Lê. Đình nằm trên cùng khuôn viên với chùa Nhất Trụ. Đình là nơi diễn ra hội làng Yên Thành vào cùng thời điểm với lễ hội cố đô Hoa Lư.

### Đình Yên Trạch
Đình Yên Trạch là di tích thờ vua Đinh Tiên Hoàng của làng cổ Yên Trạch, xã Trường Yên. Đình Yên Trạch nằm phía đông bắc của xóm Đình. Phía nam giáp đất thổ cư của dân xóm Đình, ba phía còn lại giáp với hồ, ruộng canh tác. Đình toạ lạc trên khoảng đất rộng, cao ráo. Đình được xây dựng quay hướng đông bắc, trông ra dãy núi Bên Bến, bên phải có núi Sách Sẻ, bên trái xa xa có núi Rùa, tạo thế núi chống đỡ với trời cao. Phía trước có sông Phúc Hầu chảy từ sông Hoàng Long, qua núi Đông Lâm, vòng qua bên phải của Đình, tạo thủy tụ về. Vê kiến trúc, Đình Yên Trạch được xây dựng theo khuôn mẫu của đền Vua Đinh Tiên Hoàng. Trên cửa võng của Chính cung có treo bức hoành phi: "Nhật nguyệt quang hoa" (ánh mặt trời mặt trăng rọi xuống trần gian như hoa nở mùa xuân). Di tích Đình Yên Trạch chính thức được xây dựng từ đời nào, hiện nay chưa có bằng chứng xác thực, theo truyền lại thì Đình có từ ngay sau khi kinh đô Hoa Lư trở thành Cố đô. Theo thượng lương của Đình thì đợt trùng tu lớn còn giữ lại như ngày nay là vào thời vua Tự Đức (1860). Đến năm Duy Tân thứ tám (1914), dưới sự chủ trì của Chánh tổng Đặng Văn Hài, nhân dân trong thôn đã góp công tu sửa Đình. Năm 1994, nhân dân trong thôn cùng các cấp chính quyền đã tu bổ lại đình.
Đình Yên Trạch nằm trong khu di tích lịch sử - văn hoá Cố đô Hoa Lư, là nơi thờ tự vua Đinh. Vì vậy, các hình thức sinh hoạt văn hoá dân gian, lễ hội truyền thống diễn ra tại di tích cũng nằm trong chương trình lễ hội truyền thống Cố đô Hoa Lư tổ chức hàng năm vào tháng 3 Âm lịch. Sau lễ rước nước từ sông Hoàng Long về đền Đinh là lễ tế của 7 làng, trong đó có đình Yên Trạch. Ngoài ra, để tưởng nhớ vua Đinh "kén quân thủy", ở sông Sào Khê có tổ chức thi bơi chải. Yên Trạch là một trong năm làng tại Trường Yên dự thi.

### Đình Trung Trữ
Đình Trung Trữ nằm ở xã Ninh Giang, Hoa Lư. Cách trung tâm cố đô Hoa Lư khoảng 7 km. Trung Trữ là một làng cổ được hình thành từ thời Hậu Lê. Khi lập làng, người Trung Trữ không quên nguồn cội của mình từ Trường Yên Thượng – đất của vua Đinh, vua Lê nên đã rước chân nhang 2 Vua từ Hoa Lư về lập đền thờ. Đình Trung Trữ thờ Vua Đinh Tiên Hoàng, vua Lê Đại Hành, Thái hậu Dương Vân Nga, Hoàng gia triều Đinh, Hoàng gia triều Lê, Tứ trụ triều đình. Tôn các vị là thần thành hoàng làng. Như vậy, đối tượng thờ ở đình Trung Trữ là mô hình tổng hợp và thu nhỏ của 2 đền Vua Đinh Tiên Hoàng và đền Vua Lê Đại Hành ở cố đô Hoa Lư.

### Phủ Đại
Phủ Đại thuộc khu du lịch Tràng An cổ (hang Luồn) nằm ngay bên đại lộ Tràng An. Phủ thờ Nguyễn Bặc và Đinh Tiên Hoàng Đế. Tại đây có nhiều cổ vật thời Đinh được trưng bày, đặc biệt là đồng tiền Thái Bình Hưng Bảo bằng đồng với kích thước lớn.

### Đình Phú Lăng
Đền Vua Đinh và Đình Phú Lăng ở xã Ninh Vân, huyện Hoa Lư là hai nơi thờ Vua Đinh Tiên Hoàng ở phía nam huyện Hoa Lư.

### Đền Trần xóm Cống
Đền Trần thuộc xóm Cống, xã Khánh Lợi, Yên Khánh phối thờ Vua Đinh Tiên Hoàng với các vị: Cống Thủy Thanh Long, Đông Hải Đại Vương, Lực Lộ Đại Vương và Nguyễn Bật Luân.

## Vùng phía Tây Tràng An
Tương truyền, trước khi đóng đô ở kinh đô Hoa Lư - Đinh Bộ Lĩnh đã đóng tạm triều đình ở vùng đất Sơn Lai nên nơi đây có rất nhiều di tích liên quan đến Vua như: hòn đá Vua ngự, núi Đầu Quân, núi Rếch, cửa Vua, hóc Lược, thung Chùa, Đàn Xã Tắc,... Các di tích ở cụm Sơn Lai hiện có nguy cơ bị xâm hại nhiều do ý thức của người dân và chính quyền sở tại, công tác thông tin, tuyên truyền về giá trị di tích yếu kém.

### Đàn Tế Trời
Đàn Tế Trời là di tích nằm ở trên đồi Thờ, xã Quỳnh Lưu, Nho Quan. Theo truyền thuyết, trước đây Vua Đinh Tiên Hoàng đã lập đàn tế Trời trên đồi Thờ. Tại đây còn một số di tích liên quan như: mả Hầu, ao Vua, giếng Thí,... Trên đồi Thờ hiện còn miếu thờ Vua Đinh Tiên Hoàng được gọi là đền Đồi Thờ. Hiện đã có kế hoạch nâng cấp di tích miếu Vua Đinh và phục dựng di tích Đàn Tế Trời trên đồi Thờ.

### Đình Vua
Đình Vua nằm ở làng Xát, xã Sơn Lai nên còn được gọi là đình làng Xát. Đình Vua thờ Đinh Tiên Hoàng.

### Đình Lược
Đình thôn Lược là nơi thờ Đinh Tiên Hoàng. Ca ngợi vị trí thôn Lược cũng như xã Sơn Lai xưa, Nhà thơ Nguyễn Thị Kim Khánh có bài "Đất Cố Đô" như sau:
Hòn đá Vua ngự thiết triều Đinh
Trầm mặc tô dòng sử anh linh
Thung Chùa, núi Rếch, hồn Đại Việt
Hóc Lược, Đầu Quân rộn bóng hình
Cờ lau trắng núi hồn phảng phất
Me, Lược Nho Quan nặng nghĩa tình
Ngàn năm dâu bể còn lưu dấu
Sông núi oai hùng chốn đế Đinh

### Đền Đông Thịnh
Ở phía tây cố đô Hoa Lư, trên con đường nối với đường thượng đạo có một số di tích tương truyền là đồn lũy bảo vệ kinh đô Hoa Lư xưa như núi Mã Can thuộc thôn Đông Thịnh là một nơi Đinh Bộ Lĩnh tập trận cờ lau thuở bé và là đồn trấn giữ ở phía tây kinh đô Hoa Lư. Hiện nay có di tích gọi là thành Hẻo và các thôn Đông Thịnh, Me, Lược đều có đền thờ Vua Đinh Tiên Hoàng.

### Đền Bóng
Đền Bóng cũng thuộc thôn Me, có hai gian quay hướng bắc nhìn về đình Me. Nhiều phần của đền bị phá hoại trong chiến tranh nên dấu tích không còn nhiều. Hiện ngành Văn hóa đang có những nỗ lực để khôi phục lại đền.
Vào ngày 10/11 âm lịch hàng năm, dân làng Me lại tổ chức lễ hội Kỳ Phúc. Dân làng Me thường rước kiệu từ đình Me ra đền Bóng để tưởng nhớ Vua Đinh Tiên Hoàng đã ngự và lập hành cung ở đây.

### Đình Ngọc Mỹ
Đình Ngọc Mỹ còn được gọi là đình Me, nằm ở phía tây thôn Me, xã Sơn Lai. Đình có ba mặt giáp với cánh đồng và cách biệt với khu dân cư.
Hậu cung đình Me thờ 2 người: Vua Đinh Tiên Hoàng và ông Đinh Ngọc Quang là người có công tu sửa, xây dựng đình Me và chùa Me. Gần đình Me có phủ Me thờ Đinh Thị Huyền Chân là con gái ông Đinh Ngọc Quang, được tuyển vào làm cung nữ trong kinh đô Hoa Lư.

### Đình Nếnh
Thôn Lão Cầu xưa được gọi là làng Láo. Tương truyền khi Vua Đinh Tiên Hoàng cải trang thành người thường đi săn bắn qua đây bị dân làng ra đuổi Vua kêu: "Làng này láo, dám đuổi cả Vua" từ đó làng được gọi là làng Láo. Cũng có truyền thuyết cho rằng xưa làng có nhiều gái đẹp, các quan về đây tìm cung nữ cho Vua bị các trai làng giữ lại, khiến vua tức giận cả mắng: "Làng này láo thật" từ đó làng bị gọi là làng Láo.
Ngôi đền ở làng Lão Cầu để ghi nhận sự kiện Vua Đinh đã về đây săn bắn. Đền Lão Cầu xưa nay gọi là đình Nếnh thuộc thôn Thành Bắc, xã Văn Phú thờ Vua Đinh và bà chúa Nghè.
Ở thôn Lão Cầu ngày nay còn có đình Lão Cầu, hay đền Láo là đền chính thờ thần Cao Sơn. Hàng năm vào dịp lễ hội làng, nhân dân thường rước kiệu từ đền Vua Đinh Tiên Hoàng sang chùa Đùm rồi về đền Láo để cầu mưa.

### Chùa Lạc Khoái
Chùa Lạc Khoái hay chùa Giao Thủy nằm trên thôn Lạc Khoái, xã Gia Lạc, huyện Gia Viễn, tỉnh Ninh Bình. Chùa nằm ở đầu làng, tại ngã ba sông nên gọi là chùa Giao Thủy. Cấu trúc của chùa được xây dựng theo lối kiến trúc cổ. Lối kiến trúc này có ý nghĩa và giá trị lớn đối với các nhà nghiên cứu sử học, văn hóa, mỹ thuật, hội họa.
Tương truyền, chùa Lạc Khoái là nơi xưa kia Vua Đinh đi bắt cá ở sông Hoàng Long có vào ngủ trọ. Sau này Vua còn cho lập hành cung ở đây để cùng Dương Vân Nga chiêm ngưỡng cảnh đẹp. Hiện nay ở lễ hội chùa Lạc Khoái còn tục tống thuyền rồng để tưởng nhớ vua Đinh Tiên Hoàng. Thuyền được làm bằng hàng mã, khá lớn. Các nhà sư và hội tế, tay cầm hương, tay cầm cành phan hoặc gậy tích trượng đi quanh thuyền hành lễ.

### Đình Chủ
Đình Chủ, thôn Hàm Rồng, xã Phú Lộc, Nho Quan phối thờ Vua Đinh Tiên Hoàng cùng Trần Hưng Đạo với thành hoàng làng Đinh Cương Dũng.

## Khu vực Ý Yên

### Đền Vua Đinh
Đền Vua Đinh Tiên Hoàng ở thôn Tam Quang, xã Yên Thắng, huyện Ý Yên, tỉnh Nam Định được công nhận là di tích lịch sử văn hóa năm 1987. Đền cùng với các di tích lân cận như đền Cộng Hòa, đình Thượng Đồng và đình Cát Đằng ở xã Yên Tiến tạo thành quần thể di tích thờ Vua Đinh ở Nam Định.
Vị trí các đền thờ này nằm cách cố đô Hoa Lư (Ninh Bình) 18 km. Tương truyền, đây chính nơi Đinh Bộ Lĩnh quy tụ lòng người, tuyển mộ trai tráng phục vụ công cuộc dẹp loạn 12 sứ quân thống nhất đất nước từ thế kỷ X. Tương truyền Đinh Bộ Lĩnh đã đến trang Đồi Thượng (nay là thôn Tam Quang) mộ thêm tướng giỏi. Tại đây đã có 18 người tình nguyện đi theo (hiện nhà thờ tổ trong đền là nơi thờ 18 trai tráng quê hương theo Vua Đinh dẹp loạn 12 sứ quân bức Đại tự cổ còn lưu 4 chữ Đồi Tam Triệu Tổ). Đinh Bộ Lĩnh đã nghỉ tại khu vực mà sau này là đền Vua Đinh. Gò Đại Duyệt là nơi Đinh Bộ Lĩnh chỉ huy quân sĩ luyện tập. Cánh đồng Mo là nơi quân sĩ bỏ lại những mo cau gói cơm nhiều đến mức chất thành những đống lớn...
Lễ hội đền vua Đinh Tiên Hoàng ở xã Yên Thắng diễn ra tại thôn Tam Quang vào ngày 16 tháng 8 âm lịch hàng năm, được coi là một trong số những lễ hội tiêu biểu ở Nam Định.
Trong vùng, dân gian còn lưu truyền câu ca:
Nhất đới sơn lâm thiên ấn định
Lưỡng hồ long phượng địa tôn vương
Chân vương nhất thống lưu loan giá
Cổ miếu trùng tân sưởng phượng đầu
Có nghĩa là: 
Một dải núi rừng trời định sẵn
Hai hồ mắt phượng đất xưng vua
Hoàng đế dừng xe lưu danh quý
Ghi công đền cổ sáng ngàn thu

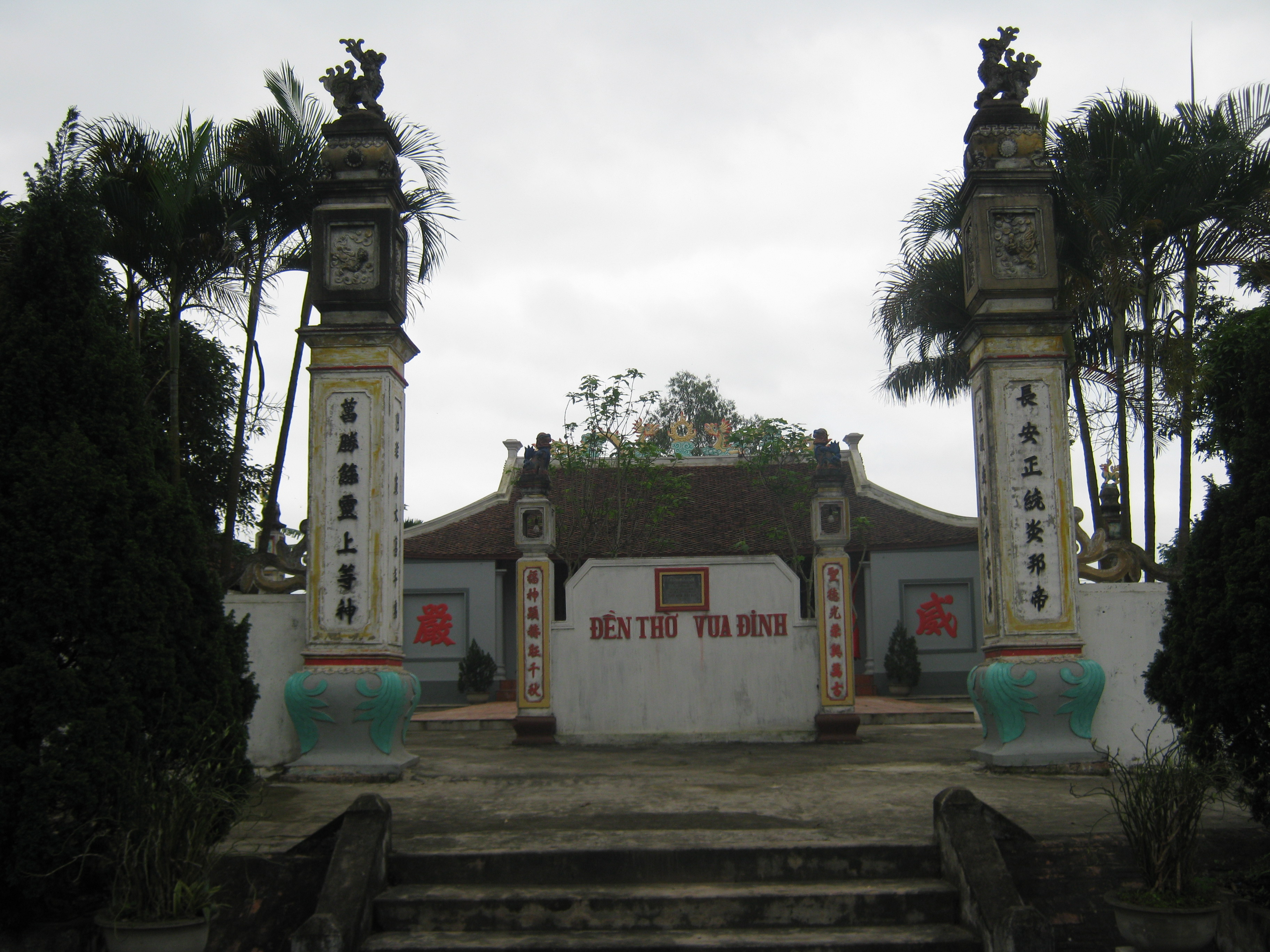
Cổng đền
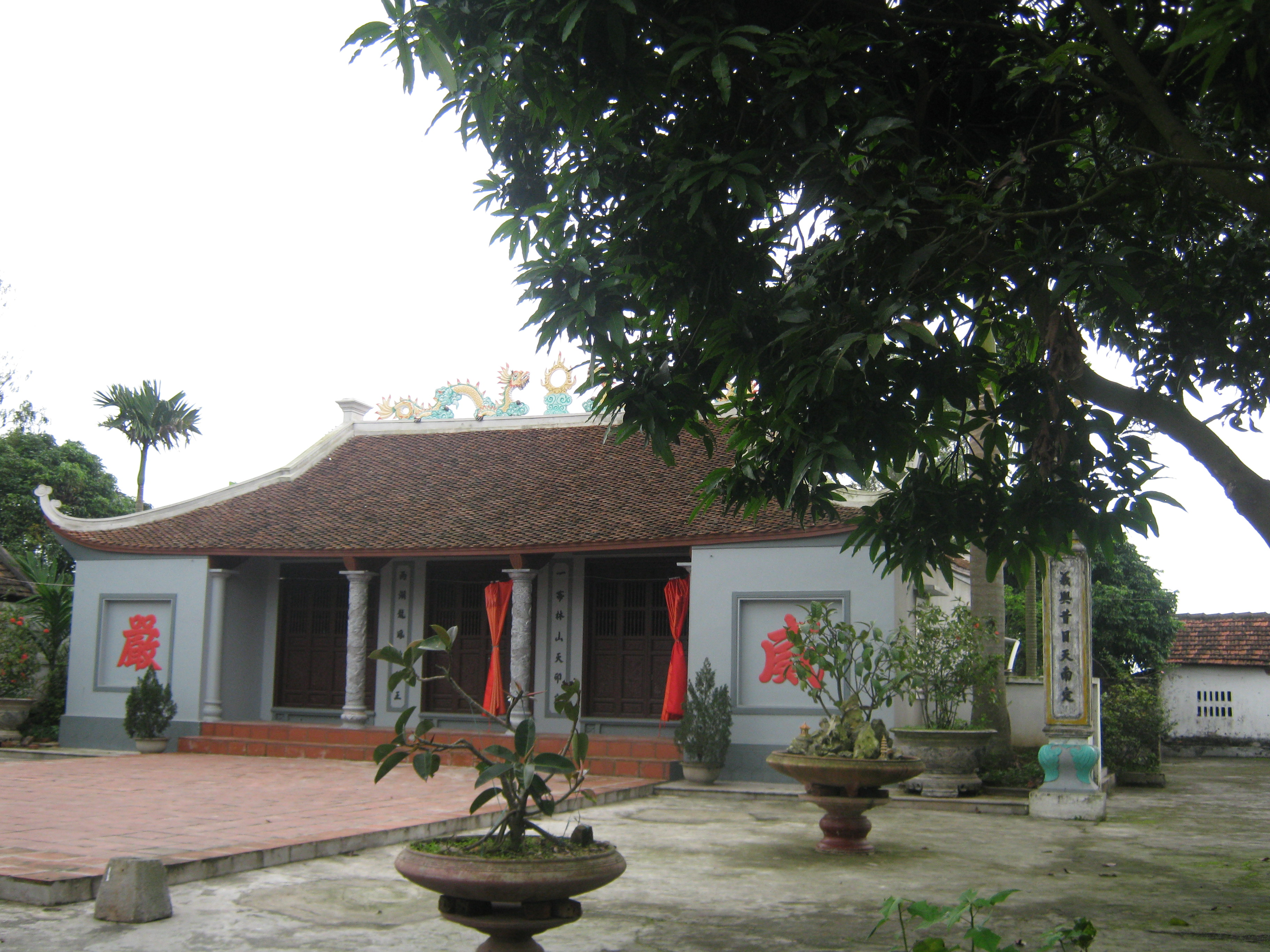
Chính cung
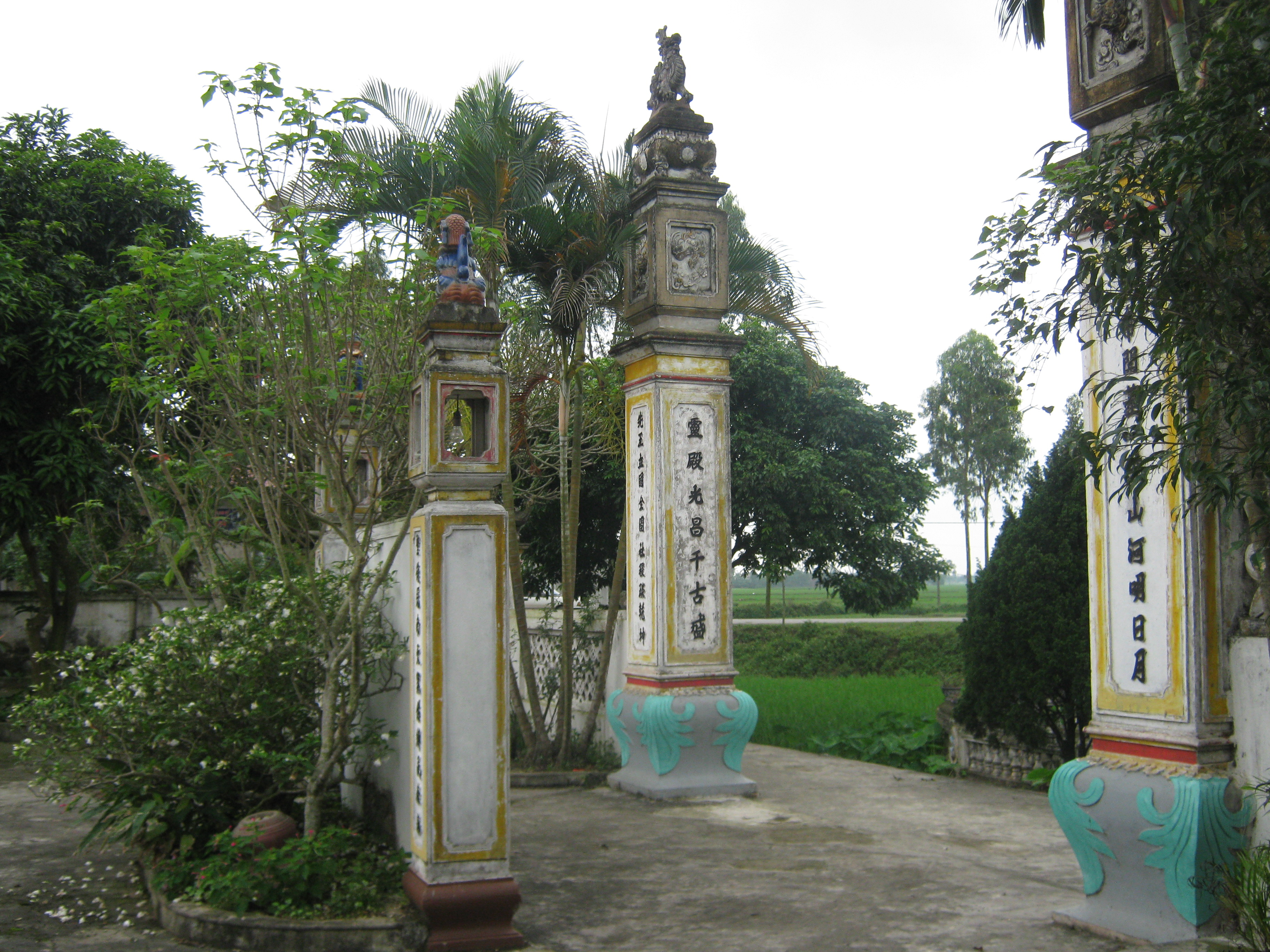
Câu đối

### Đình Thượng Đồng

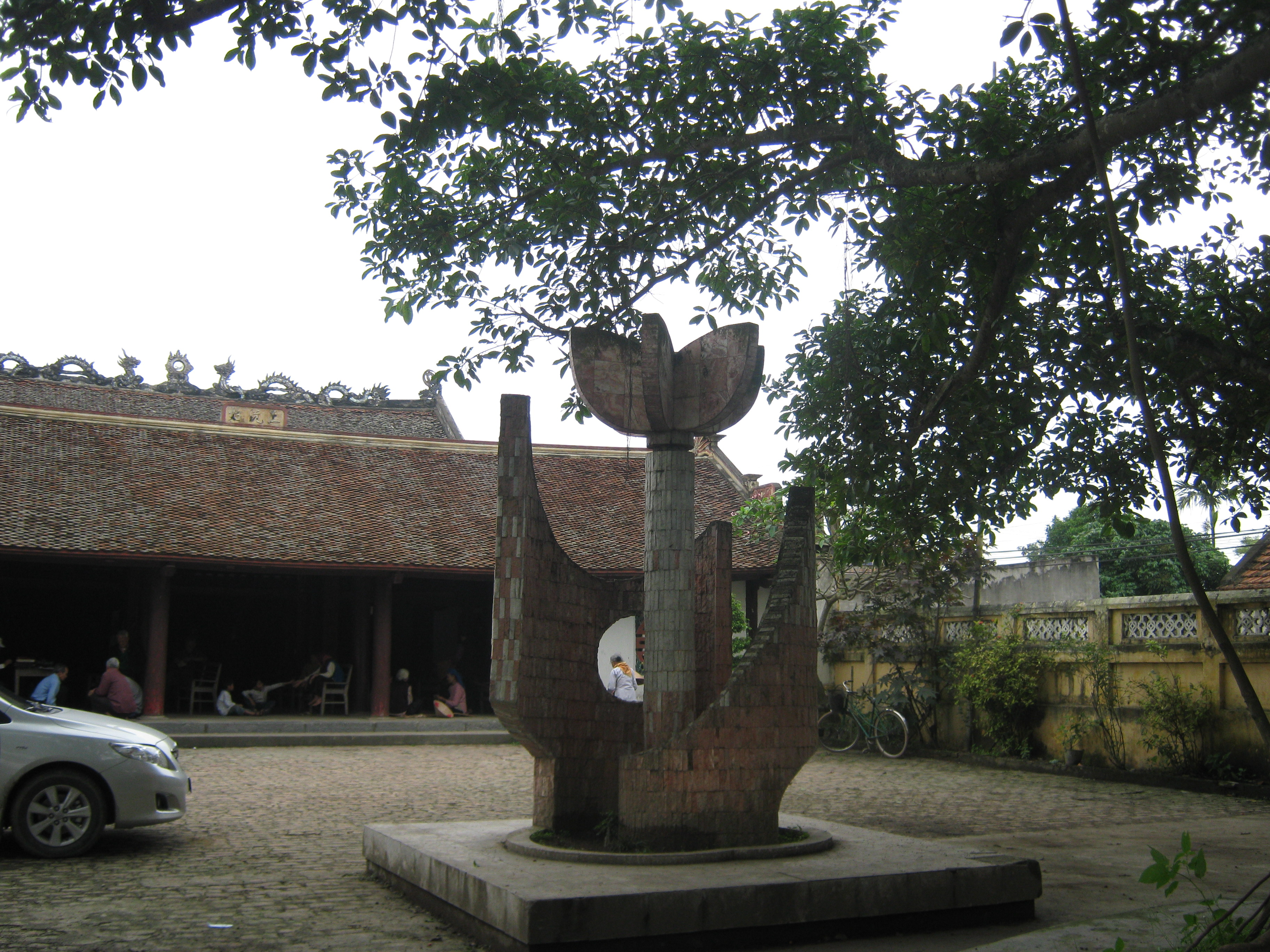
Một góc đình Thượng Đồng

Đình Thượng Đồng ở xã Yên Tiến, huyện Ý Yên, tỉnh Nam Định. Đình thờ Đinh Tiên Hoàng làm thành hoàng. Đây là nơi mà sứ quân Phạm Bạch Hổ từng đóng quân, sau ông là người quy thuận Đinh Bộ Lĩnh. Đình Thượng Đồng thuộc loại công trình di tích lịch sử cấp quốc gia theo Quyết định: 84/ QD ngày 27/4/1990.
Đình Thượng Đồng thờ Vua Đinh Tiên Hoàng và 2 anh em Đinh Đức Đạt, Đinh Đức Thông người Cát Đằng dấy binh theo Đinh Bộ Lĩnh. Khu vực của đình chính là nơi Vua Đinh đã đóng quân ngày xưa. Đình mang đậm nét kiến trúc thời Nguyễn thế kỷ XIX và một mảng chạm khắc rất tinh xảo thời Hậu Lê - thế kỷ XVII-XVIII. Xung quanh đình còn nhiều địa danh khá nổi tiếng như cánh đồng Kiệu nơi đặt kiệu nhà vua, cánh đồng Khăm nơi quân giặc bị mắc mưu vào bẫy của nghĩa quân, khu mả Vạn nơi chôn vùi xác giặc...

### Đình Cát Đằng

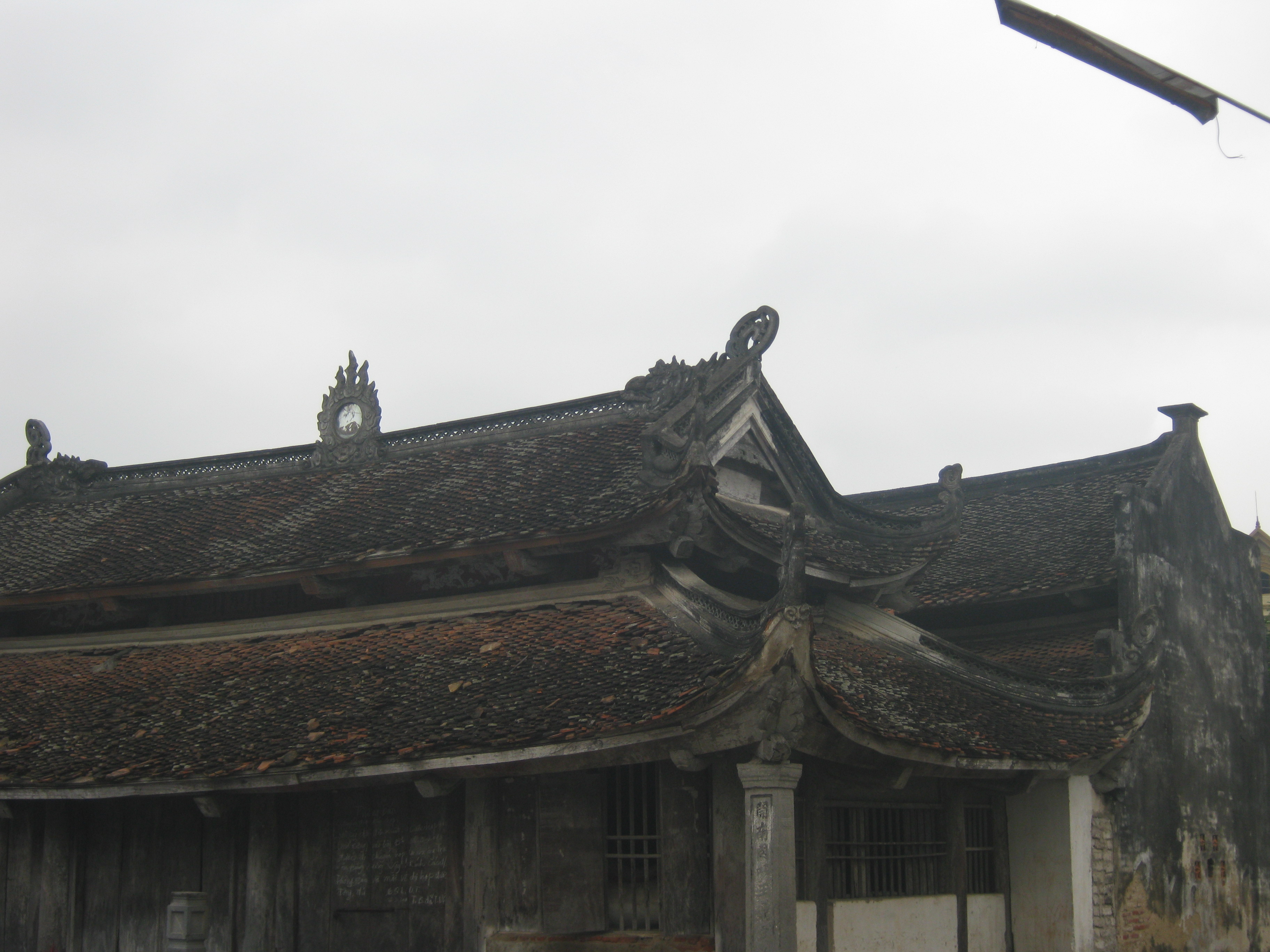
Cổ kính đình Cát Đằng

Đình Cát Đằng là di tích lịch sử và kiến trúc nghệ thuật, cũng thuộc xã Yên Tiến, huyện Ý Yên, Nam Định, theo Quyết định: 776/QD-BT ngày 23/6/1992. Đình Cát Đằng là nơi khi xưa Vua Đinh Tiên Hoàng đã về đây để thu phục sứ quân Phạm Phòng Át, sau thành đình Cát Đằng là Vườn Quan nơi Phạm Bạch Hổ từng đóng quân. Ông đã gây dựng và biến nơi đây thành "Lầu Cát Đằng có tiếng, lâu đài chót vót sinh khí lành".
Đình Cát Đằng cũng thờ 2 anh em Đinh Đức Đạt, Đinh Đức Thông và ông tổ nghề sơn mài của địa phương Ngô Đức Dũng. Trong đình hiện lưu giữ nhiều hiện vật có giá trị như các cổ thư, các đạo sắc phong từ thời Vua Lê Vĩnh Tộ (1619-1628) đến thời Vua Khải Định (1916-1925), bức tượng Vua Đinh bằng đồng được đặt trong cỗ khám thờ lớn.

### Đền Thượng

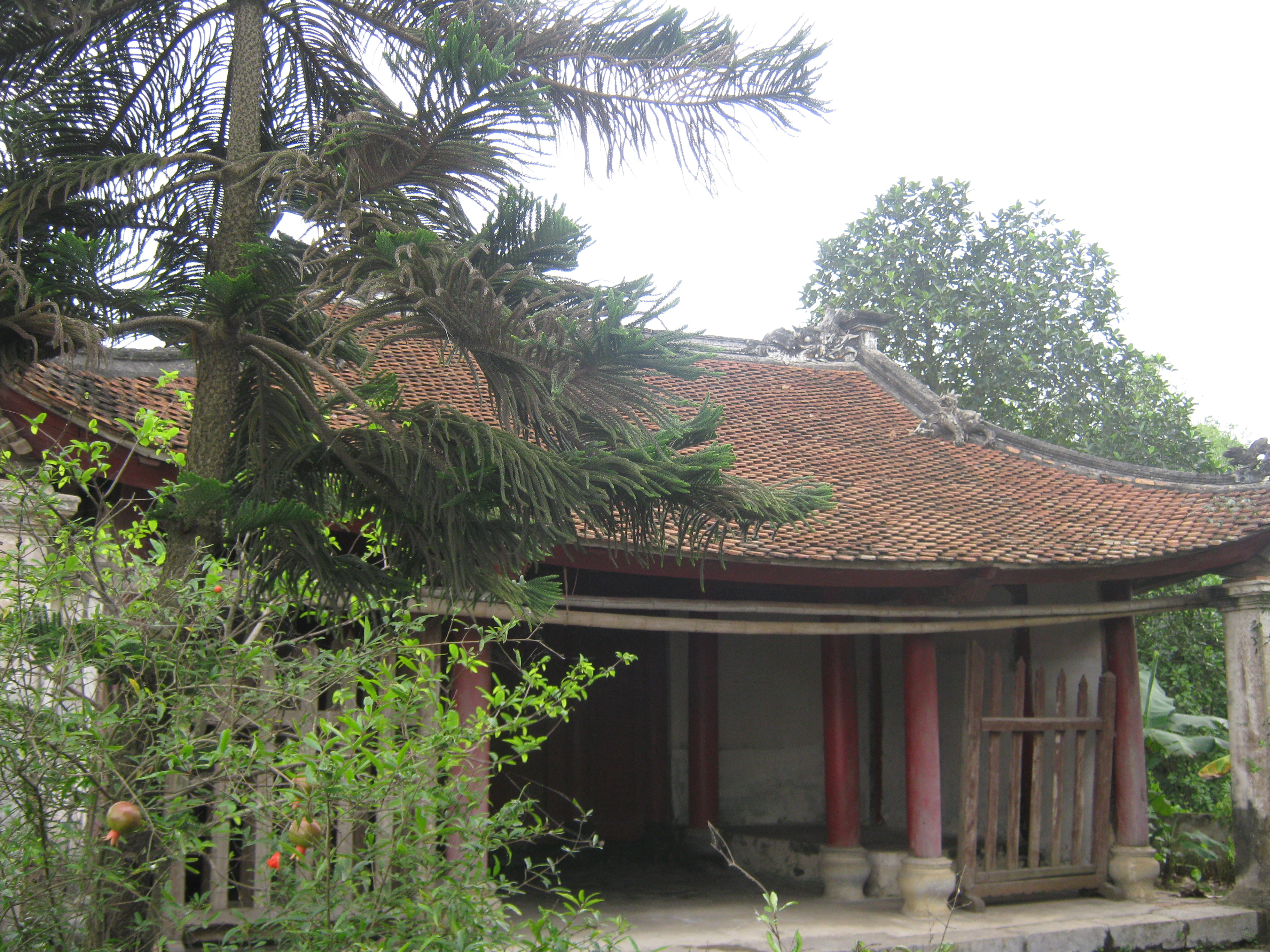
Một góc đền Thượng Cộng Hòa

Đền Thượng còn được gọi là đền Cộng Hòa. Đền Thượng nằm cách đền Vua Đinh không xa. Tương truyền, đền Thượng là nơi Vua Đinh dựng cung thất.

### Đình Đằng Động
Đình Đằng Động, hay Đình làng Lẻ thuộc xã Yên Hồng, huyện Ý Yên. Đình Lẻ thờ Đinh Tiên Hoàng, là di tích đình làng được công nhận di tích lịch sử cấp tỉnh năm 2014.

### Đình Viết
Đình Viết ngày nay thuộc địa phận Làng Viết Cổ (nay là các xóm Hùng Sơn, Việt Hùng, Viết Tiến), xã Yên Chính, huyện Ý Yên. Nằm ở vùng đồng bằng, có nhiều hệ thống sông ngòi, mương tiêu nước bao quanh, như Sông Bo, Sông Bố, Ngòi Ngõ Mền, Ngòi xung quanh Đình Viết... có đường cao tốc Cầu Giẽ - Ninh Bình rộng 6 làn xe và Đường Tỉnh lộ 57 chạy qua. Nơi đây là khu đất Xã Chính cao, vuông vắn hình chữ "Viết". Vì thế làng được đặt tên cổ là Làng Viết. Đình Viết được xây dựng vào đầu thế kỷ 18 được 3 đời Vua Triều Nguyễn ban Huyện Ý sắc phong. Sắc phong đầu tiên vào năm 1857 đời Vua Tự Đức 10, Sắc phong cuối cùng vào năm 1924 đời Vua Khải Định 9. Đình Viết thờ Vua Đinh Tiên Hoàng, Con Người có công dẹp loạn 12 sứ quân lập nên Nước Đại Cồ Việt năm 968.
Đây là nơi nhà vua Đinh Tiên Hoàng cùng ba quân tướng sĩ đã dựng trại, luyện quân nhằm bảo vệ vùng cửa biển Thần Phù cửa ngõ phía đông bắc Cố đô Hoa Lư thời Đại Cồ Việt. Để ghi nhớ công ơn của Nhà vua cùng ba Quân Tướng sĩ người dân nơi đây đã dựng miếu thờ Vua Đinh Tiên Hoàng, về sau, Đình - Chùa - Phủ được xây dựng mới với quy mô rộng hơn, khang trang vào năm 1805 - 1815. Cạnh đình Viết là Phủ Viết thờ Hoàng hậu Dương Vân Nga.

### Khu tưởng niệm Vua Đinh
Khu tưởng niệm vua Đinh Tiên Hoàng và sứ quân Trần Lãm được xây dựng tại xã Xuân Kiên, huyện Xuân Trường.

### Đền làng Bịch
Đền làng Bịch là nơi diễn ra nhiều sinh hoạt văn hóa tín ngưỡng nhất của xã Minh Thuận, Vụ Bản, Nam Định. Đây là nơi thờ phụng Vua Đinh Tiên Hoàng và vợ chồng danh tướng thời nhà Đinh có công mở mang làng Bịch cách đây hơn 1.000 năm, được nhân dân suy tôn là thánh, thần. Đó là Khai Thiên Đại Vương và Quế Hoa Công chúa (tức Tướng quân Lê Khai và phu nhân Trần Thị Quế). Không chỉ có công lao khai khẩn cải tạo vùng đất trũng thành ruộng cấy, giúp dân sản xuất, vợ chồng Tướng quân Lê Khai và Trần Thị Quế còn cùng người dân địa phương xây thành, hào để làm căn cứ; quy tụ người dân tham gia nghĩa quân cùng Đinh Bộ Lĩnh dẹp loạn 12 sứ quân.
Cạnh đền làng Bịch còn có am thờ và lăng mộ Quế Hoa Công chúa. Tại Đền làng Bịch hiện còn bảo lưu được nguyên vẹn thần phả của Tướng quân Lê Khai và phu nhân Trần Thị Quế cùng 23 đạo sắc phong từ thời Vĩnh Trị đến thời Tây Sơn. Lễ hội Đền làng Bịch được dân làng tổ chức thường niên vào tháng Giêng với các nghi thức tế lễ và những sinh hoạt văn hóa truyền thống, trò chơi dân gian đặc sắc. Gần đền Bịch có di tích đình Bịch cũng thờ vợ chồng tướng quân Lê Khai.

## Khu vực Đại Hoàng quê nội
Xã Gia Phương, huyện Gia Viễn được xác định là quê gốc của Đinh Công Trứ, thân phụ Đinh Bộ Lĩnh mặc dù tuổi thơ ông gắn bó nhiều hơn với vùng Gia Thủy, Nho Quan là quê hương của bà Đàm Thị.

### Đền Văn Bòng
Đền thờ Đinh Bộ Lĩnh ở xã Gia Phương, Gia Viễn còn có tên là đền Văn Bòng. Tương truyền, đây chính là quê gốc của Đinh Bộ Lĩnh. Tại núi Kỳ Lân gần đó có mộ tổ phát tích nhà Đinh. Đền nằm ở giữa con đường lịch sử có tên gọi đường Vua Đinh, nối cố đô Hoa Lư tới khu căn cứ quân sự động Hoa Lư.
Đền thờ có ba tòa, kiến trúc theo kiểu "tiền nhất, hậu đinh". Đền thờ Đinh Bộ Lĩnh có một số nét kiến trúc giống đền vua Đinh Tiên Hoàng ở cố đô Hoa Lư như các chi tiết hồ bán nguyệt, bình phong, nghi môn quan và hình rồng trên mái. Tuy nhiên ở đây có nhiều điểm khác các chi tiết kiến trúc đơn giản hơn, không gian đền hẹp hơn.
Đền quay hướng Tây toạ lạc trên một khu đất rộng, có tường gạch bao quanh thuộc thôn Vân Bòng, xã Gia Phương, huyện Gia Viễn. Cổng đền xây dựng bằng gỗ tứ thiết, lợp ngói theo kiến trúc đình chùa truyền thống. Tiếp đến là hồ bán nguyệt là nơi tụ thủy, được trồng hoa súng. Nằm gần tâm quay hồ bán nguyệt là bình phong, để chắn gió độc theo quan niệm phong thủy. Từ nghi môn quan bước vào sân rồng, hai bên là các tòa chức năng. Giữa sân đền là một sập long sàng bằng đá, tượng trưng cho vua ngự triều.
Tượng vua Đinh Tiên Hoàng đặt trong hậu cung, sơn son thếp vàng, cao gần 2 mét. Tại đây cũng có bài vị thờ các vị quan trung thần là tứ trụ triều đình gồm Đinh Điền, Nguyễn Bặc, Trịnh Tú, Lưu Cơ.
Tuy cùng thờ vua Đinh Tiên Hoàng nhưng cách thức suy tôn và tín ngưỡng ở ngôi đền này và đền Vua Đinh Tiên Hoàng ở khu di tích cố đô Hoa Lư khá khác biệt. Về đối tượng phối thờ khác đền Đinh Bộ Lĩnh không thờ các con của ông là Đinh Liễn, Đinh Hạng Lang, Đinh Toàn mà có thờ các trung thần khác là bạn vua từ thuở nhỏ như Đinh Điền, Nguyễn Bặc, Trịnh Tú, Lưu Cơ. Đền nằm trên quê hương vua nên có sự tham gia cung tiến của dòng họ Đinh và hậu duệ nhà Đinh, điều này khá giống với các đền Đô ở Bắc Ninh, đền Trần ở Nam Định và đền Lam Kinh ở Thanh Hóa mà khác với đền thờ Đinh Tiên Hoàng ở cố đô Hoa Lư, ở đó đối tượng suy tôn thuộc sở hữu cộng đồng.
Thăm đền vua Đinh Tiên Hoàng ở xã Gia Phương là thăm quê hương của người anh hùng dân tộc thế kỷ thứ X xứ hoa lau, với nhiều huyền thoại về một thời thơ ấu - nơi mà xưa kia Đinh Bộ Lĩnh và các bạn cùng làng đã từng chăn trâu cắt cỏ như Đinh Điền, Nguyễn Bặc, Trịnh Tú, Lưu Cơ... đã nuôi chí lớn dẹp loạn mười hai sứ quân thống nhất đất nước.
Hàng năm, vào dịp lễ hội cố đô Hoa Lư, tất cả các di tích thờ vua quan, tướng lĩnh thời Đinh cùng tham gia lễ rước kiệu và chân nhang các danh nhân về cố đô Hoa Lư, người dân thôn Vân Bòng và xã Gia Phương, Gia Viễn cũng mở lễ hội đền và tham gia lễ rước lửa từ quê hương Vua về cố đô Hoa Lư.

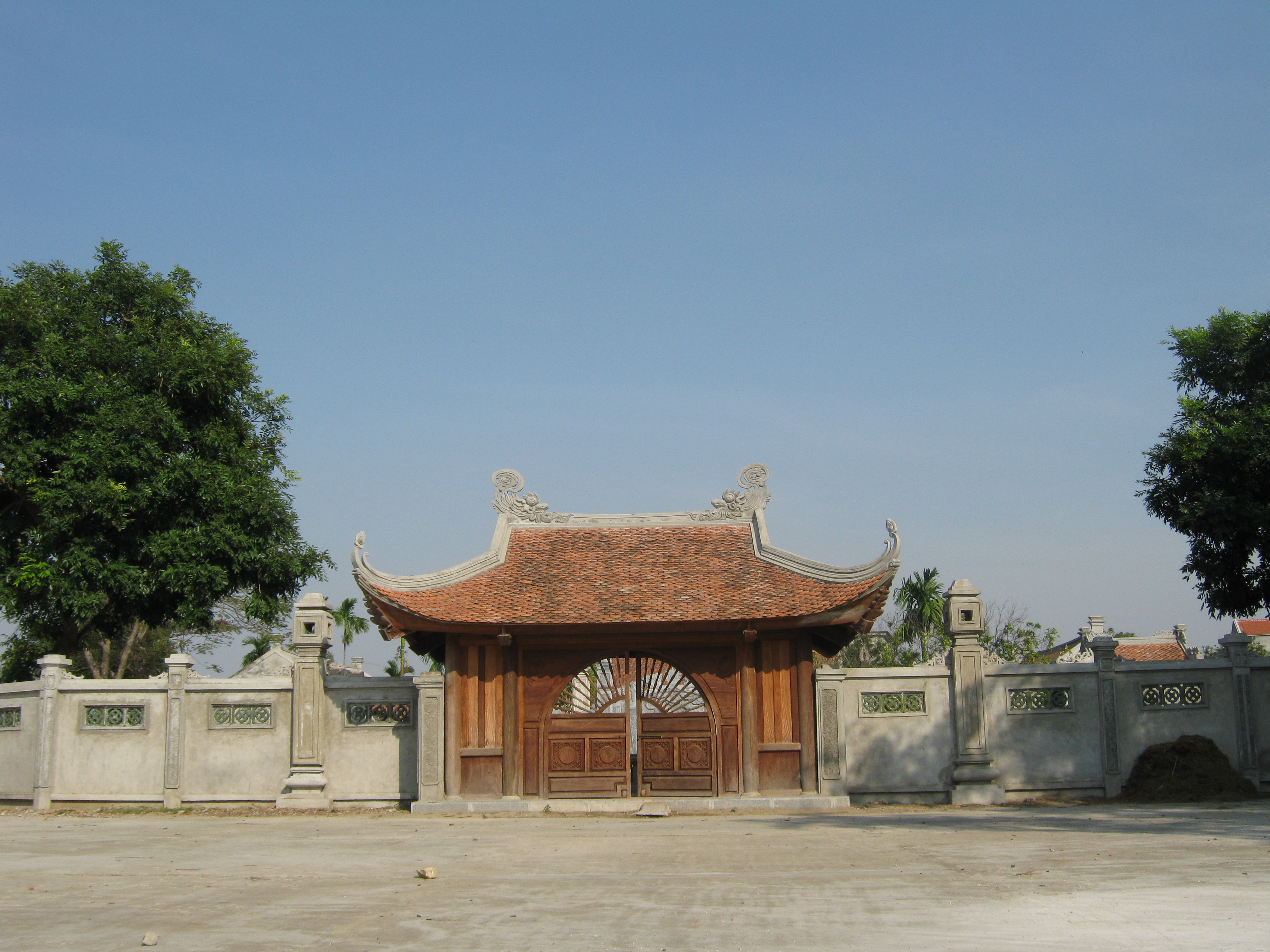
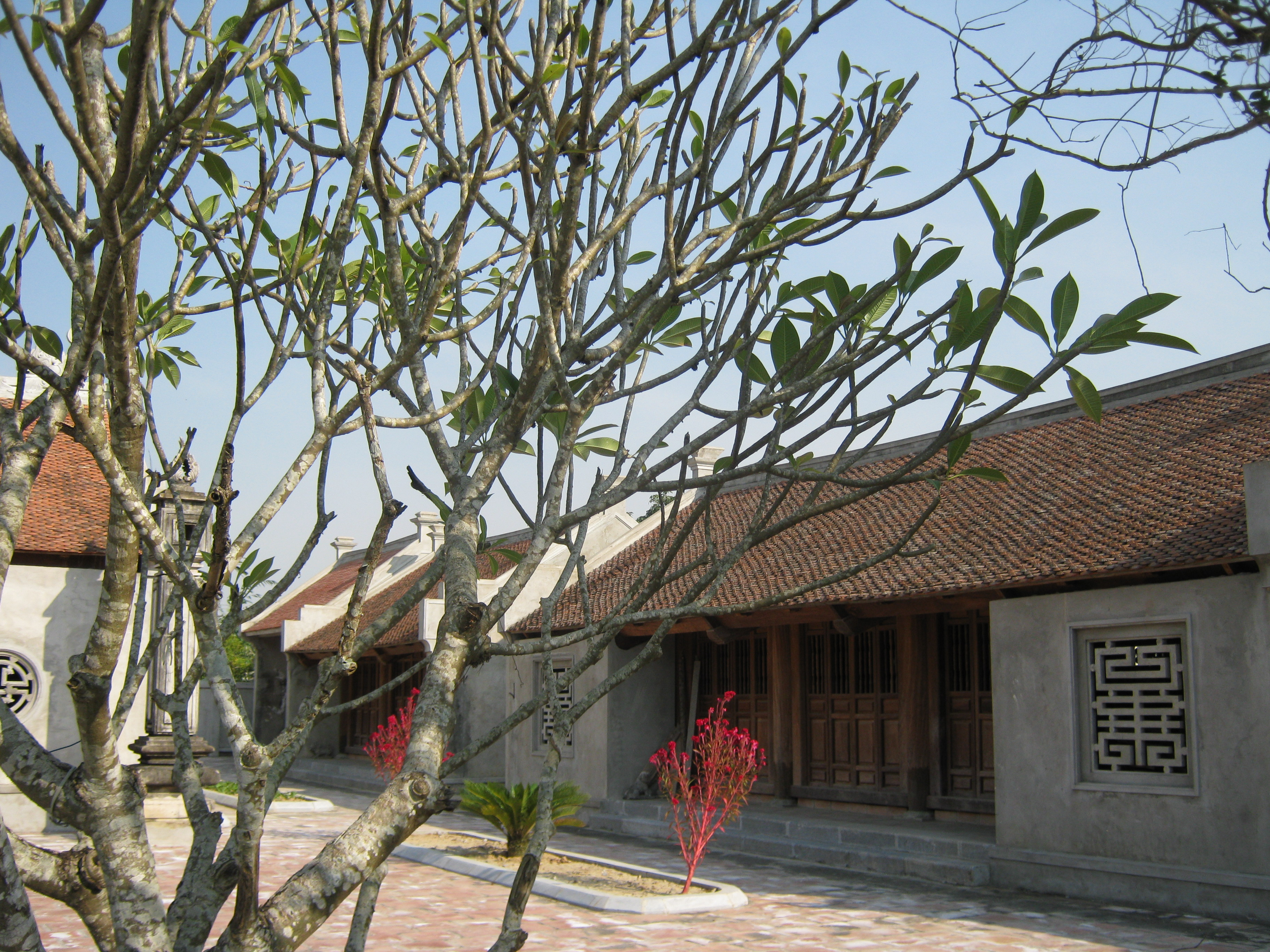
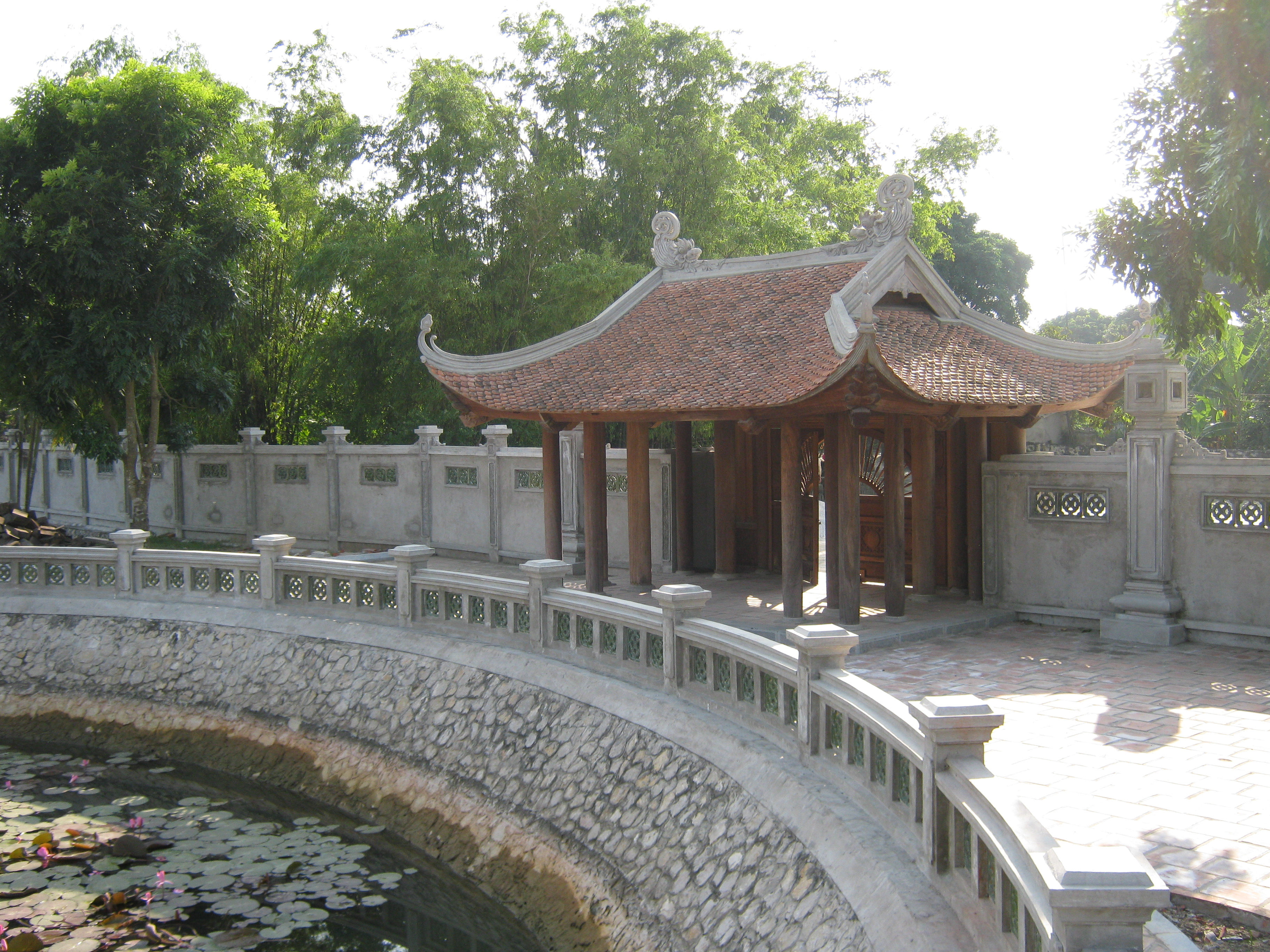
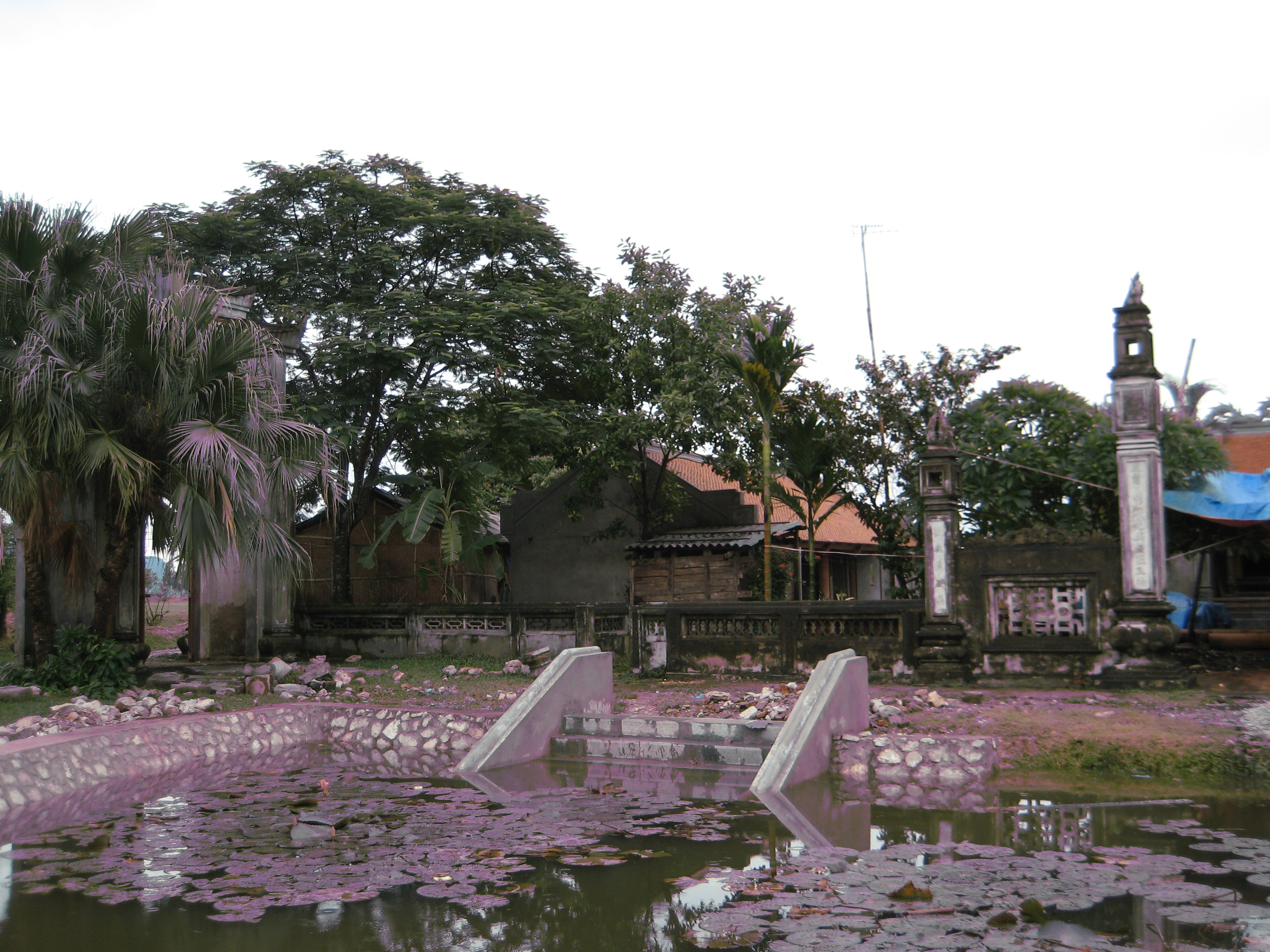

### Lăng Phát Tích
Khu vực núi Kỳ Lân (Gia Phương) là nơi đặt lăng phát tích dòng họ Vua Đinh. Tương truyền đây là nơi Quan thứ sử Đinh Công Trứ (thân phụ của Đinh Tiên Hoàng) thấy cảnh đẹp đã mang mộ của ông nội nhà vua an táng tại ngai này, xây dựng lăng mộ, gọi là Lăng phát tích, hiện đã được tôn tạo.yên nghỉ. Trong sách "Bái Đính ngàn năm tâm linh huyền thoại" của nhà nghiên cứu Trương Đình Tưởng có nêu về "Truyền thuyết mả táng hàm rồng" như sau: "Dòng Đại Hoàng (sông Hoàng Long ngày nay) chảy sát chân núi Kỳ Lân, tạo nên vùng nước xoáy không ai dám bơi qua.
Nhân dịp kỷ niệm 1.000 năm Lý Công Uẩn dời Đô, Nhà nước trùng tu nâng cấp Lăng Nhà Đinh, đơn vị thi công thấy nhiều tảng đá có hình thù các con vật, kích thước to nhỏ khác nhau, như có sự xếp đặt trong lòng đất, nhiều tảng đá phải dùng mìn phá, đến độ sâu 2,7m thấy có tảng đá liền, phẳng, kích thước khoảng 3m2 x 3m2, tưởng là đá tự nhiên, tiếp tục dùng mìn phá. Dưới tảng đá lộ ra hai hũ sành giống nhau, cách nhau 1m nằm song song với sườn núi chiều cao khoảng 40cm, đường kính chỗ phình lớn nhất khoảng 22cm, miệng hũ đường kính khoảng 18 cm, vai phình, thân vát, đáy bằng để mộc, trên miệng hũ có đĩa đậy. So sánh những hiện vật đó với các cổ vật đời Đường, thấy có nhiều điểm tương đồng về men cũng như hình dáng.
Hang động Kỳ Lân có độ cao so với chân núi gần 40 mét. Đây là động dài khoảng 100 mét, rộng 40 mét, là động thông xuyên qua núi. Trong động có nhiều nhũ đá đẹp, có lối lên trời, có lối xuống "âm phủ", bởi từ giữa động có khoảng trống cao hun hút lên đến đỉnh núi lộ thiên, lại có hố sâu thẳm đên chân núi, tạo ra âm dương đối đãi, cân bằng. Có lẽ, chính vì vậy người xưa đã biến động thành chùa Kỳ Lân, còn gọi là chùa Hang. Trong "chùa" có xây bệ và đặt các tượng Phật. Ngày nay đã được tu tạo và xây dựng các tòa khang trang hơn. Hàng năm cứ đến ngày 26 và 27 tháng 9 âm lịch, tại núi chùa Kỳ Lân đều cử hành các khóa lễ và lễ húy kị theo nghi thức thành kính, tôn nghiêm. Cũng vào dịp này, con cháu dòng họ Đinh, cũng như Phật tử khắp nơi lại đổ về như trẩy hội để tham dự khóa lễ tưởng niệm chư vị tiền bối, lịch đại Tổ sư đã có công tạo dựng nên ngôi chùa Kỳ Lân linh thiêng huyền bí.

## Khu Hà Nam
Khu vực Hà Nam cũ là nơi Vua Đinh Tiên Hoàng hành quân dẹp loạn và lập các căn cứ quân sự để phòng thủ và tuyển quân đi dẹp loạn. Tại đây có đền Lăng ở Thanh Liêm; đình Lạc Nhuế, đền Thượng ở xã Đồng Hóa và Miếu Trung làng Đặng Xá ở xã Văn Xá, đình Phương Khê ở xã Ngọc Sơn (Kim Bảng); đền Ung Liêm (Phủ Lý); đình Đôn Lương, phường Yên Bắc (Duy Tiên); đình Yến ở xã Thanh Hà (Thanh Liêm) là những nơi thờ Vua Đinh Tiên Hoàng.